# Economie și societate medievală

## Economia în Evul Mediu Timpuriu

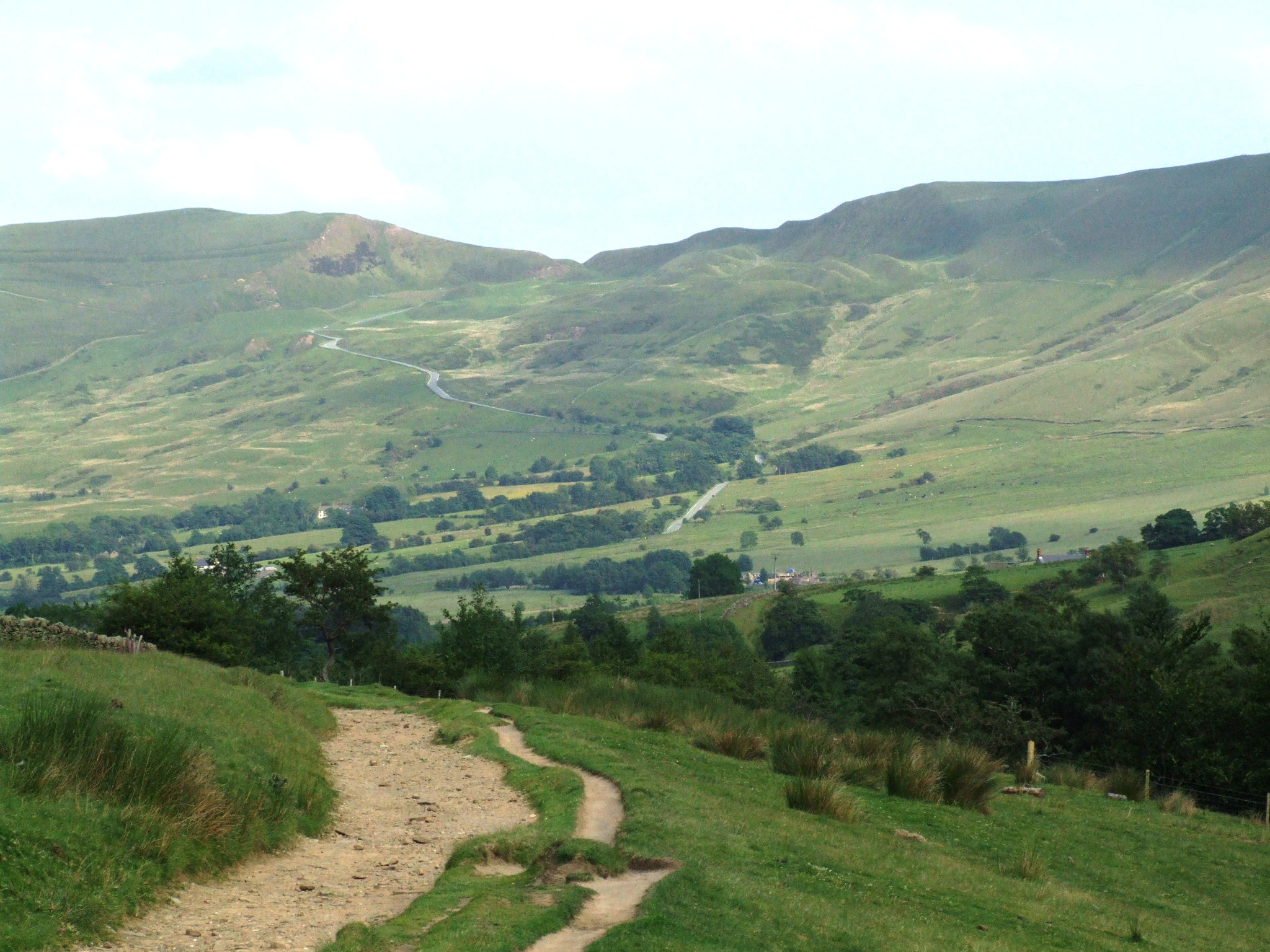
Kinder Scout

Între secolele III-VII a avut loc o răcire climatică ce a modificat radical vegetația. În nordul Europei, grâul nu mai era cultivat în condițiile predominării pădurilor și mlaștinilor. Terenurile cultivate erau tot mai puține în raport cu spațiile naturale. 
O mare parte din suprafață Europei era dominată de păduri, însă străpunse de drumuri, poieni în care erau instalate sate. Negustorii le traversau pentru a cumpăra lemn sau vânat. 
Vechile orașe romane au fost abandonate și invadate de pădure sau au devenit spațiu necultivat. Alte așezări romane au fost reocupate, oferind adăpost. 
După o perioadă de ameliorare economică și socială, odată cu decăderea imperiului carolingian, din secolul IX, stabilitatea europeană dispare din nou prin invaziile vikingilor, arabilor și maghiarilor. Vikingii au provocat distrugeri, au furat metalele prețioase păstrate în biserici și le-au transformat în monede, intensificându-se schimburile comerciale. 
Ultimele invazii au dus la apariția castelelor înstărite, la început din lemn, apoi din piatră, acestea devenind instrumente de putere ale seniorilor locali. În Italia, are loc fenomenul "incastellamento", locuințele țăranilor fiind adunate în interiorul unei fortificații. 
Statele europene aveau să-și revină economic abia din secolele X-XI. 

### Demografie

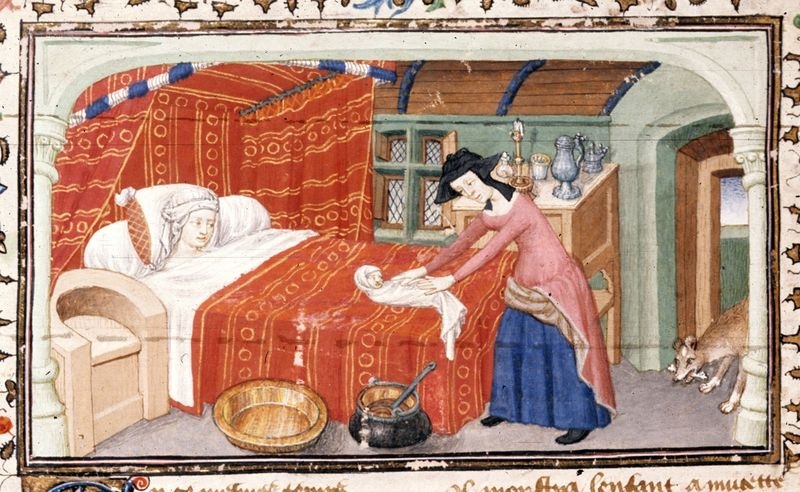
Nașterea unui copil

Europa medievală se caracteriza printr-un regim demografic pre-industrial care era variabil. În unele perioade, populația creștea rapid, natalitatea fiind ridicată, ajungând la 40 de copii/1000 de locuitori. Fetele se căsătoreau timpuriu, de la vârsta de 12 ani, având o perioada îndelungată de fertilitate. Metodele contraceptive erau absente, necunoscute și interzise de biserica. Mortalitatea infantilă era ridicată, de aceea, un copil din trei nu apucă vârsta maturității. Femeile mureau la naștere, iar speranța de viață era extrem de scăzută (30-40 de ani) din cauza epidemiilor, foametei, războaielor. Sarcinile puteau fi pierdute din cauza muncilor grele practicate de femei în timpul sarcinii.
Creșterea alarmantă a populației peste pragul resurselor ale unui teritoriu ducea la foamete, limitând numărul oamenilor. Pentru a avea condiții mai bune de viață, populația se deplasa dintr-o zonele suprapopulate în alte zone izolate, având loc procesul de colonizare rurală.
Din secolul al III-lea, Europa a intrat într-o perioadă lungă de regres demografic datorită războaielor, migrațiilor, foametei și epidemiilor. Dacă prin secolul al II-lea erau 50 de milioane, în secolul al V-lea populația Europei era de 30 de milioane de locuitori. Ciuma din secolul al VI-lea, celibatul și refuzul procreerii, ca noi comportamente morale inspirate din creștinism au contribuit la scăderea populației. 
Ogoarele au fost părăsite de populația romană, pentru barbari fiind o oportunitate. 
Deși Europa avea resurse naturale bogate, numărul scăzut de locuitori nu permitea valorificarea acestora.

### Transporturile

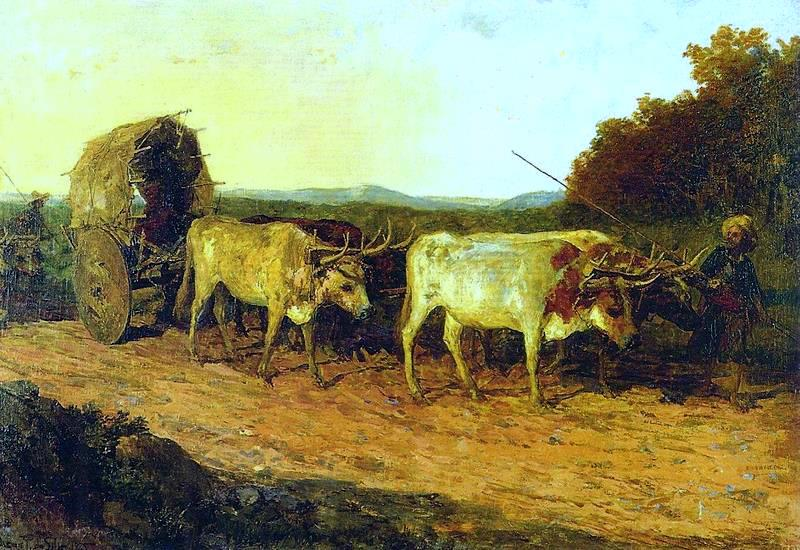
Caruta trasa de boi

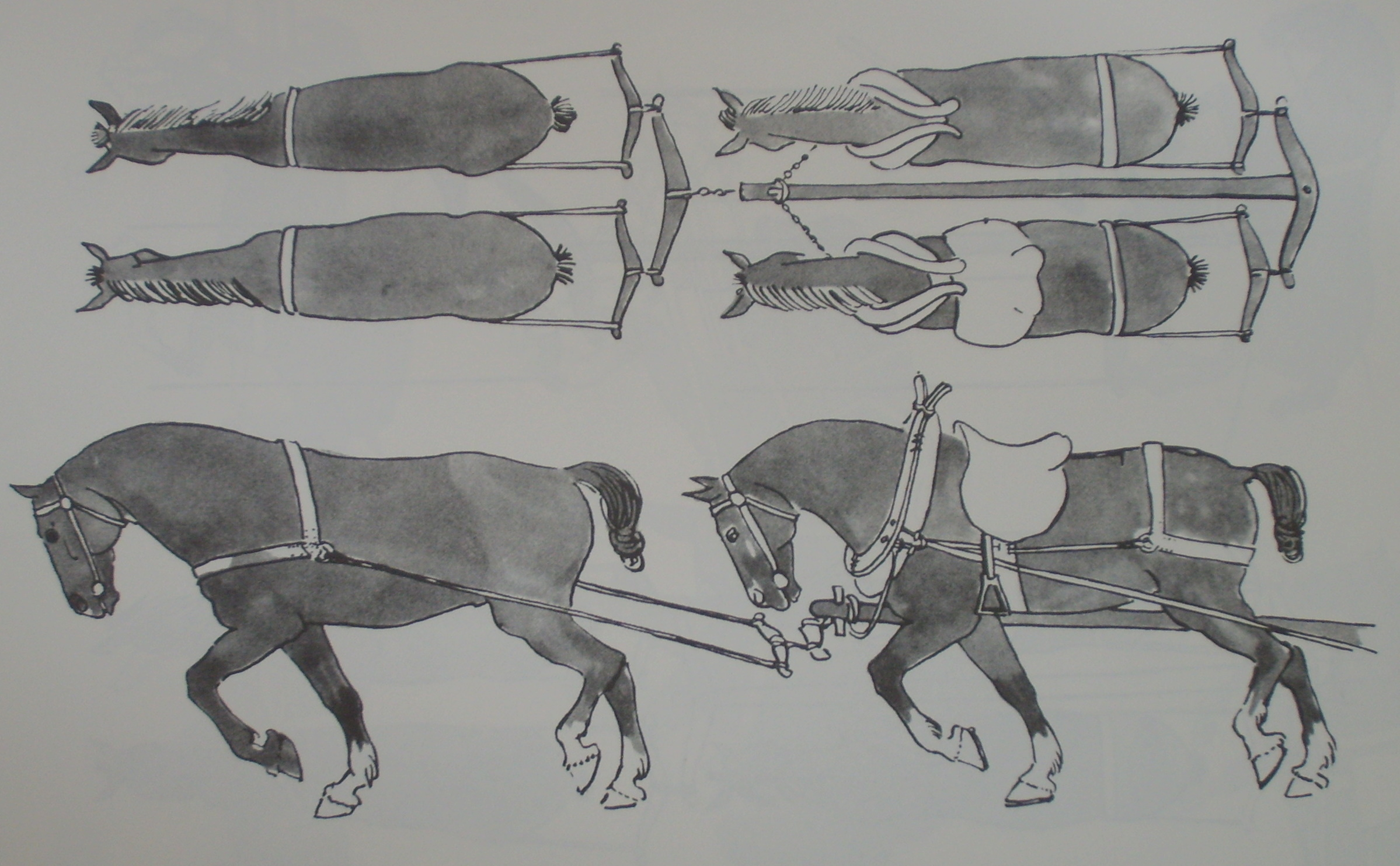
Sistemul de injugare a cailor in evul mediu

După colapsul Imperiului Roman de Apus, rețeaua de drumuri romane n-a mai fost întreținută, cauzând îngreunarea sau încetarea transporturilor. Fiind înguste, având scop militar pentru deplasarea trupelor, nu erau potrivite pentru transportul cu marfă de cantitate mare, de aceea erau utilizate drumuri străvechi. 
Înainte să fie descoperit sistemul de înjugare a animalelor, cu tracțiune pe piept, caii erau folosiți doar pentru șarete cu două roți, iar boii trăgeau care mari cu patru roți, cu o viteză de 3 km/ora. 
Pentru transport erau utilizate fluviile și râurile, permițând un transport rapid în condiții mai bune a mărfurilor de volum mare precum cerealele, lemnul, vinul, uleiul, sarea. 
Marea Mediterană era principala intersecție a drumurilor comerciale dintre Est și Vest, până la expansiunea islamică. În Marea Nordului sau Marea Mânecii, erau desfășurate expediții de jaf sau colonizare de către anglo-saxoni sau vikingi, dar și expediții comerciale. 

### Ruralizarea

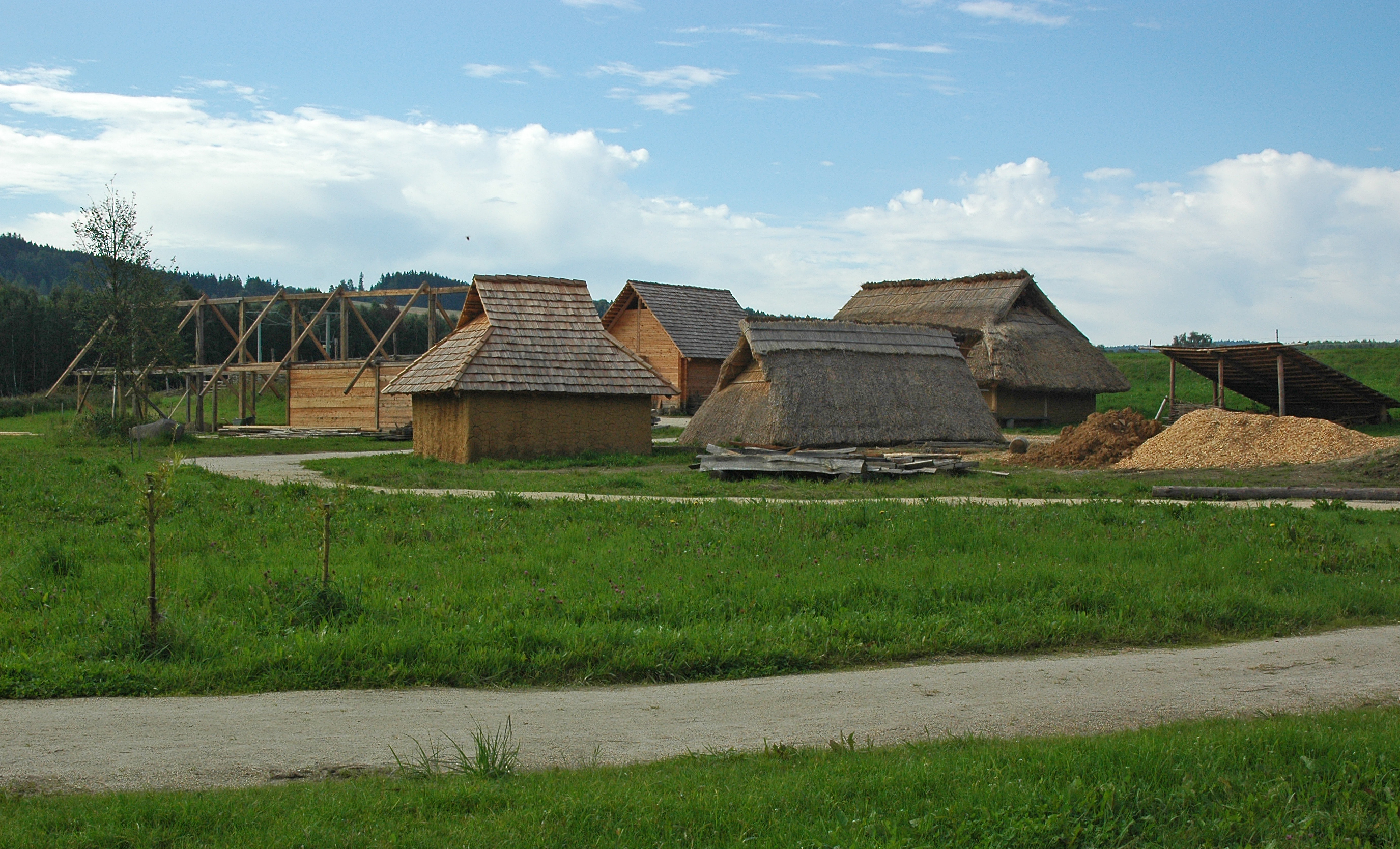
Asezare medievala-timpurie din Bavaria (reconstituire)

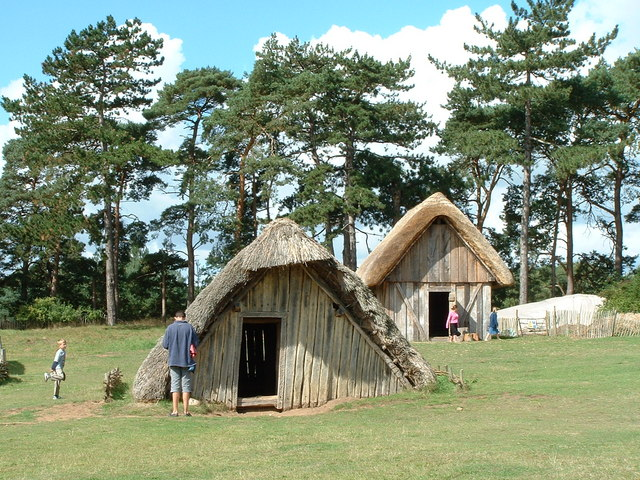
Asezare anglo-saxona-reconstituire

Chiar și după colapsul Imperiului Roman de Apus, s-au menținut domeniile extinse ca "villae", fermele izolate și aglomerările rurale de tip "vici". După marile migrații, unele domenii  "villae" din nord au fost abandonate, ori erau utilizate drept cătune cu scop de protecție pentru locuitori, datorită fortificării cu ziduri sau valuri de pământ. 
Barbarii, ce locuiau în aglomerări rurale, au transplantat aceste structuri în zonele unde s-au stabilit. Biserica a contribuit la fixarea populației rurale, fiind unitate administrativ religioasă. Locuințele erau din lemn, iar în nord, casele reuneau sub același acoperiș oameni și animale și erau alcătuite dintr-o singură încăpere destinată membrilor familiei. Deși terenul marilor domenii ale nobililor sau ale bisericii erau încă cultivate de sclavi supravegheați de vătafi până în secolul al VII-lea, numărul sclavilor tot scădea datorită lipsei surselor de aprovizionare și datorită eliberării acestora (această faptǎ fiind interpretată ca fiind "pioasă"). Mulți foști sclavi au primit o gospodărie proprie, însă erau obligați să plătească datoriile proprietarului.

### Agricultura

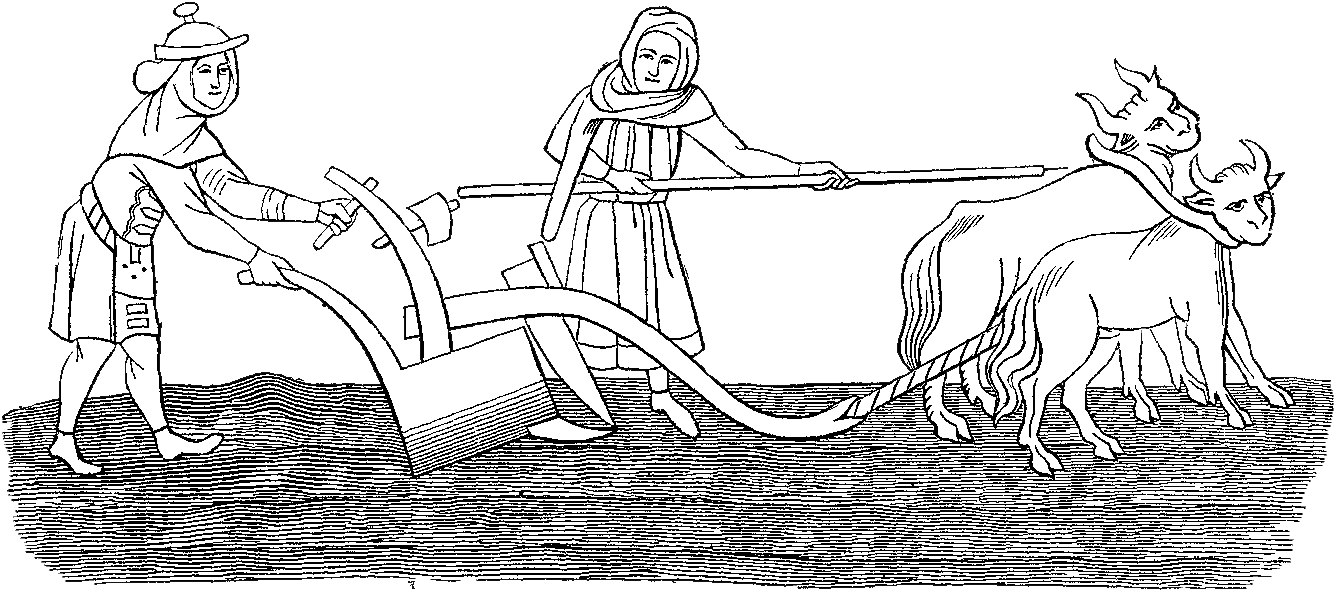
Plugari anglo-saxoni

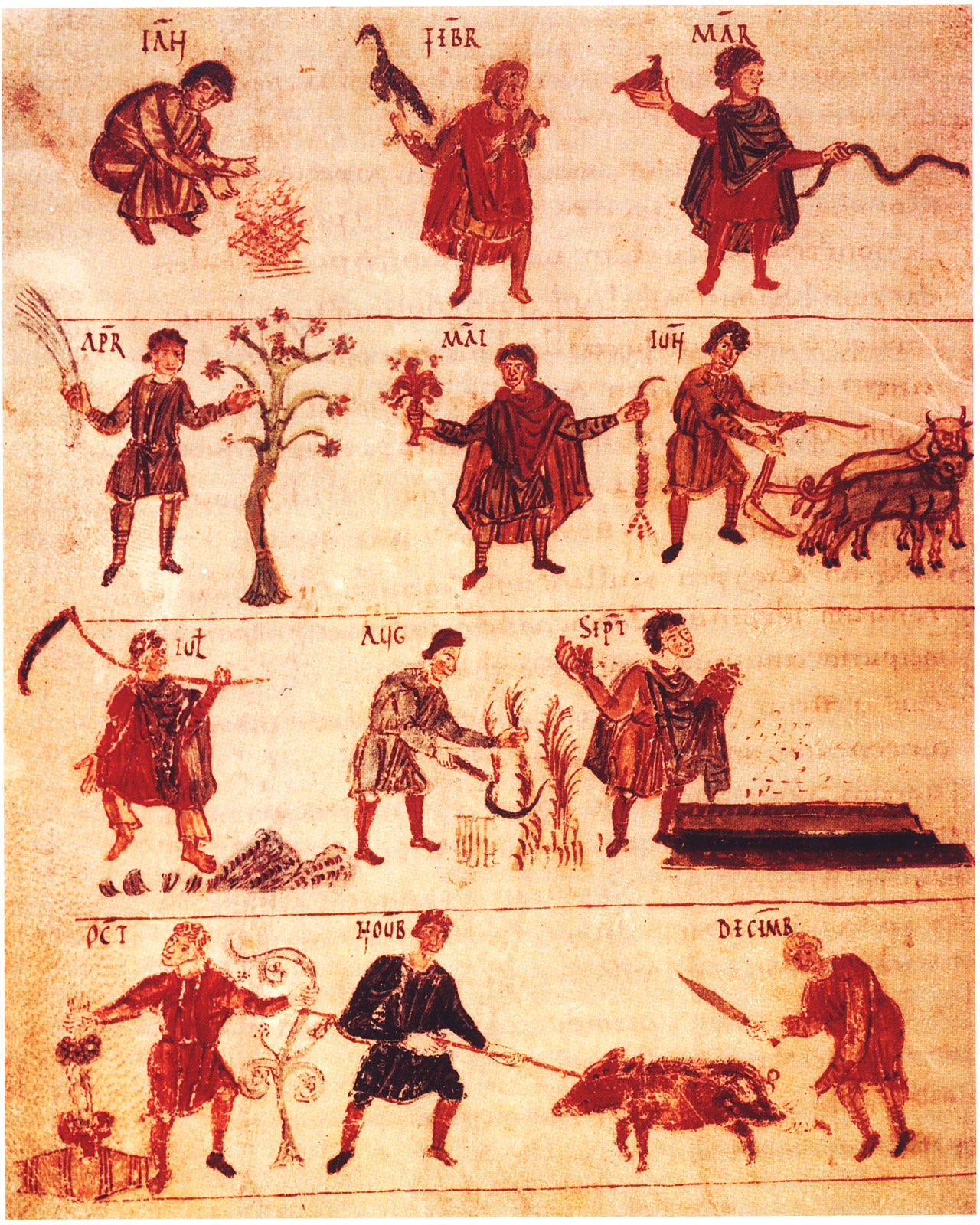
Calendarul lucrarilor agricole

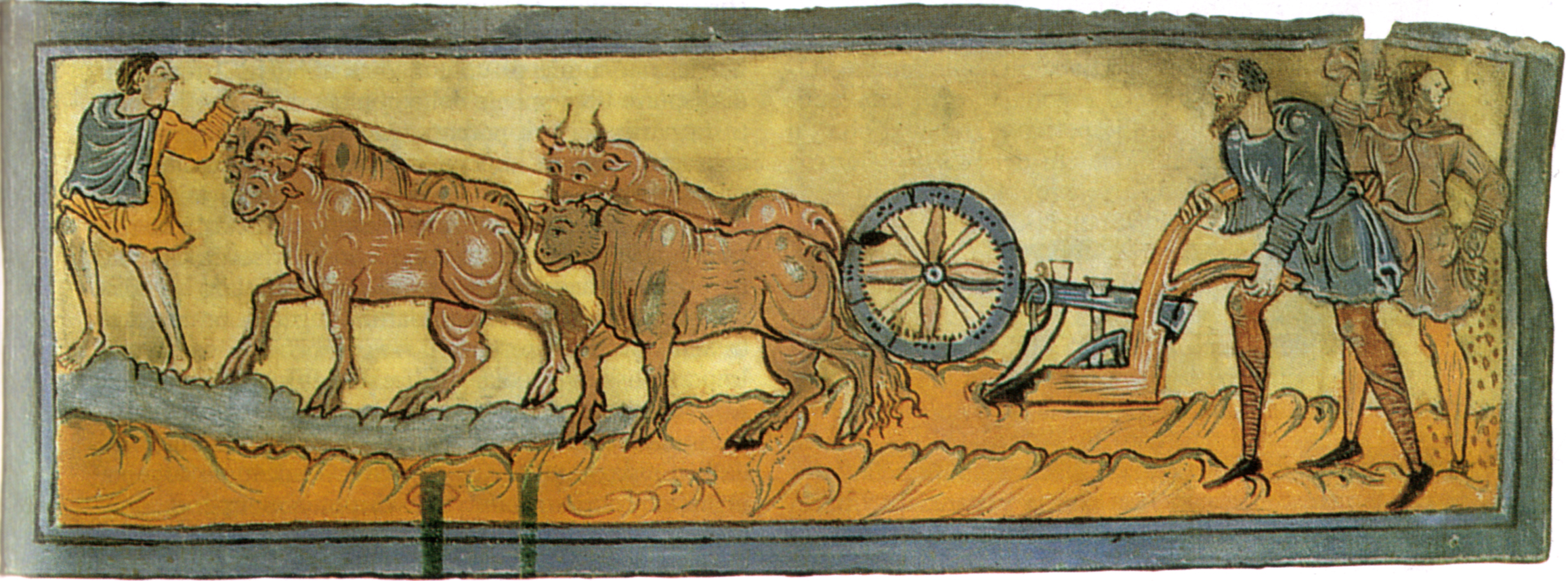
Lucrarea pamantului

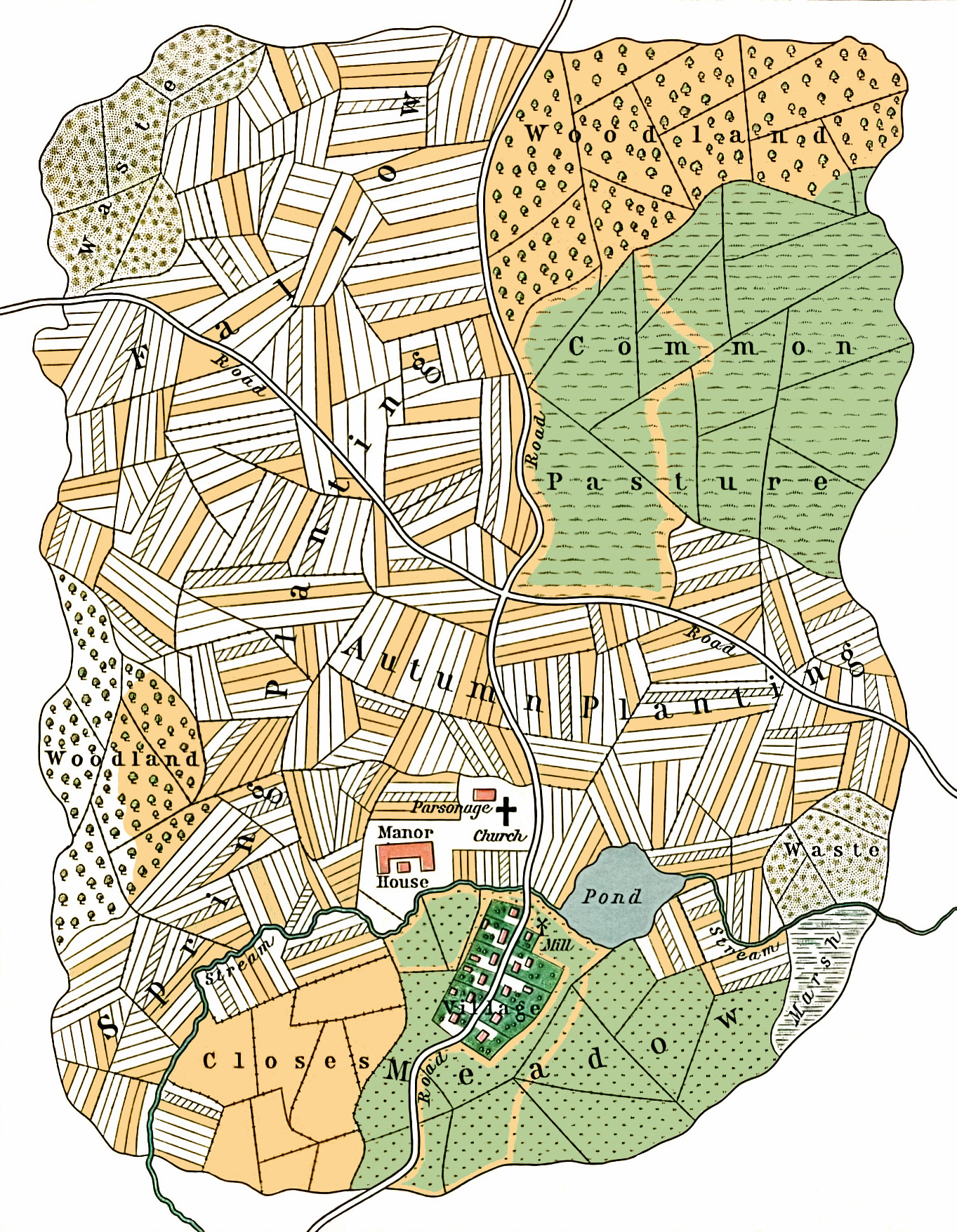
Sistemul organizarii domeniale feudale

Cerealele erau în continuare baza alimentației. Erau cultivate legume precum ceapă, usturoi, varză, napi, mazăre. Se cultivau puțini pomi fructiferi, cei mai frecvent menționați fiind merii, perii și prunii. În zona Mediteraneană erau cultivate citriciele și măslinii. 
Cornutele mari erau utilizate la tracțiune pentru lucrarea terenului, dar și pentru alimentație. În zona mediteraneană erau crescute ovinele și caprinele. Germanicii creșteau porci, și foloseau grăsimile animale pentru gătit în proporții mari, pe când europenii din sud utilizau uleiul de măsline. 
În nord era dominantă cultura viței de vie, fiind asociată cu creștinismul care îi oferea o utilizare rituală. Germanicii cultivau hamei pentru bere și preparau hidromelul, din tipuri de cidru din fructe. 
În Evul Mediu Timpuriu era utilizat sistemul rotației bienale: după ce un teren era cultivat un an, era lăsat în pârloagă anul următor, fiind îngrășat în mod natural de animalele ce erau lăsate să pască. În lipsa depunerii sistematice a îngrășămintelor , pământul era epuizat în câțiva ani. De aceea, erau comise defrișări masive, iar vechile așezări erau abandonate. 
Se recolta de 3-4 ori mai mult sămânța folosită, iar în anii secetoși și mai puțin, de aceea, lumea europeană se află în permanență sub amenințarea foametei. 
Pământurile ușoare din zona mediteraneană erau lucrate cu plugul de lemn de tip roman, "aratrum", cu brăzdar de fier. În regiunile nordice, pământurile erau lucrate cu plugul greu-"Pflug"-de origine germanică. Avea brăzdar de fier și întorcea brazda, pentru a aerisi mai bine pământul. Ca să fie tras era nevoie de trei perechi de boi, astfel, erau utilizate brazde lungi. Formă parcelelor era rectangulară, cu lungimi mai mari decât lățimea. 
Cerealele erau măcinate cu râșnitele de mâna sau la mori de apă, ce erau rare. 
Între secolele VII-VIII, climă s-a îmbunătățit, situația politică s-a stabilizat, astfel are loc o ameliorare a condițiilor economice. 
Are loc o creștere demografică lentă, dar sigură. Erau stimulate căutările pentru îmbunătățirea tehnicilor, astfel apar unelte de fier de calitate, ce duc la creșterea defrișărilor și stabilirea multor așezări noi ce se lărgesc. 
Este răspândit sistemul de înjugare a animalelor cu tracțiune pe piept ce înlocuia tracțiunea de gât. Caii sunt potcoviți și apare scărița de să, având efecte avantajoase pe plan militar. 
Suprafețele de teren erau lucrate mai rapid și mai ușor. Muncile agricole se pot face acum mai ușor, astfel, producțiile au crescut. 
Apare sistemul asolamentului trienal, prin care terenul întreii comunități rurale era împărțit în trei, dintre care o parte era semănată cu cereale de toamnă-grâu, secară, o parte cu cereale de primăvară, folosite pentru hrănirea animalelor-orz, ovăz, mei, iar a treia parte era lăsată în pârloagă. Avantajul era obținerea a două recolte, ce oferea o stabilitate și securitate mai mari oamenilor împotriva capriciilor climatice, asigurând hrană acestora și hrană animalelor, și a cailor, care puteau fi utilizați la scară largă în muncile agricole sau în războaie. 
Se conturează structura domeniului feudal, pământul fiind exploatat pentru profitul proprietarului-rezervă seniorală, iar pe de altă parte erau gospodăriile țăranilor dependenți. Rezervă seniorală cuprindea reședința seniorului, o parte a terenului arabil, pășunilor, viilor, pădurii, heleșteielor și lacurilor. Loturile de pământ lucrate de țăranii dependenți cuprindeau casele, grădinile de legume, parcelele de teren arabil. Unitatea de exploatare agricolă purta atunci denumirea de "mansă" în documente, în funcție de zona și de calitatea solului, având între 5-30 hectare. 
Țăranii puteau avea dreptul la exploatarea pădurii și pășunilor prin plata, să cultive viță de vie și pomi fructiferi. Obligațiile lor față de seniori erau în muncă sau în produse. 

### Comerțul

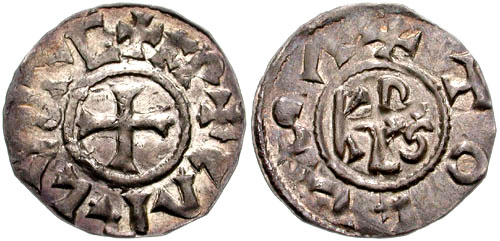
Dinarul de argint

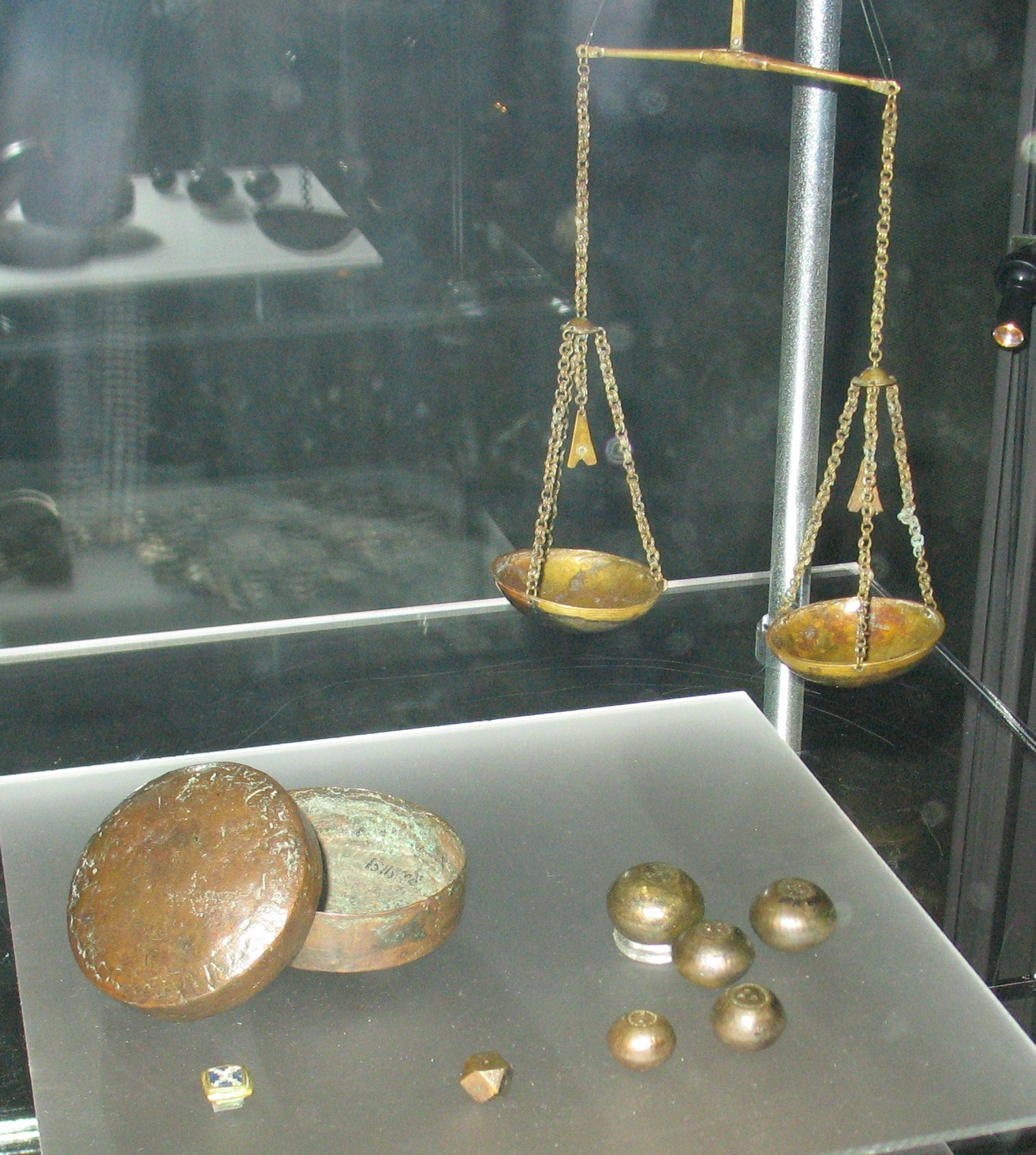
Balanță și greutăți vikinge

Schimburile comerciale s-au diminuat. Se mai mențineau legăturile cu Imperiul Bizantin, întreținute de negustorii sirieni sau evrei. Se bătea moneda de aur în regatul franc. Treptat, circulația monetară s-a redus. Apar monede noi, de argint, ca sceattas din lumea frizona și din insulele britanice. 
Odată cu ruralizarea societății, orașele decad ca centre de producție, păstrându-și doar rolul politic și religios. 
Dinarul de argint emis de carolingieni a înlocuit vechea moneda de aur bizantină , devenită din ce în ce mai rară și puțin adecvată unor schimburi de mică valoare, desfășurate pe plan local. După secolul al VII-lea, odată cu expansiunea islamică, comerțul din Marea Mediteraneană dintre Vest și Est dispare. 
Centrul comercial se deplasează astfel spre nord, mai ales în Franța de azi, unde apar porturi noi, ca Quentovic pe țărmul râului Canche, Durstede în delta Rinului. 
Orașele renasc economic, sunt practicate activități meșteșugărești pe scară largă. 

### Societatea

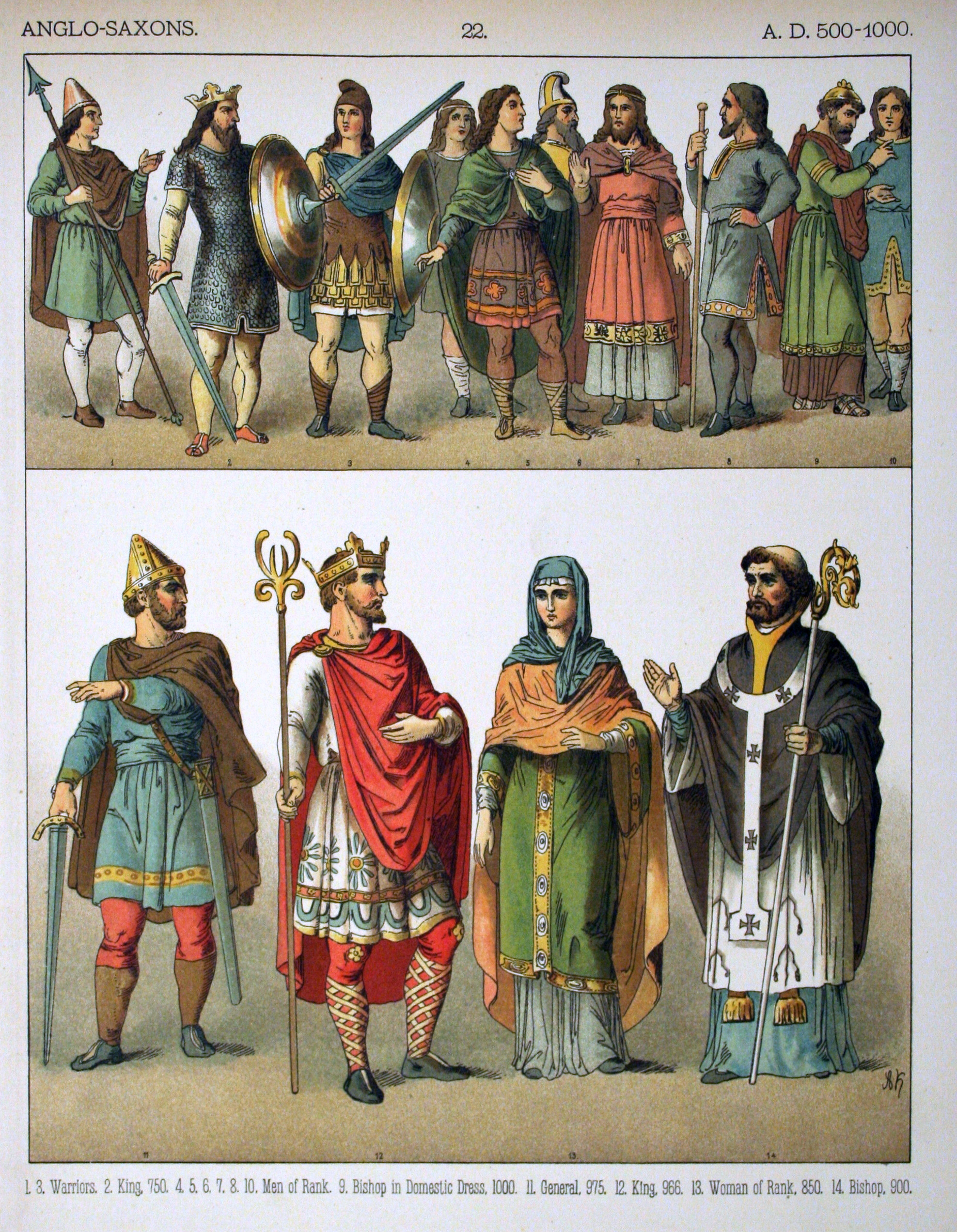
Nobili, regi, războinici și preoți anglo-saxoni

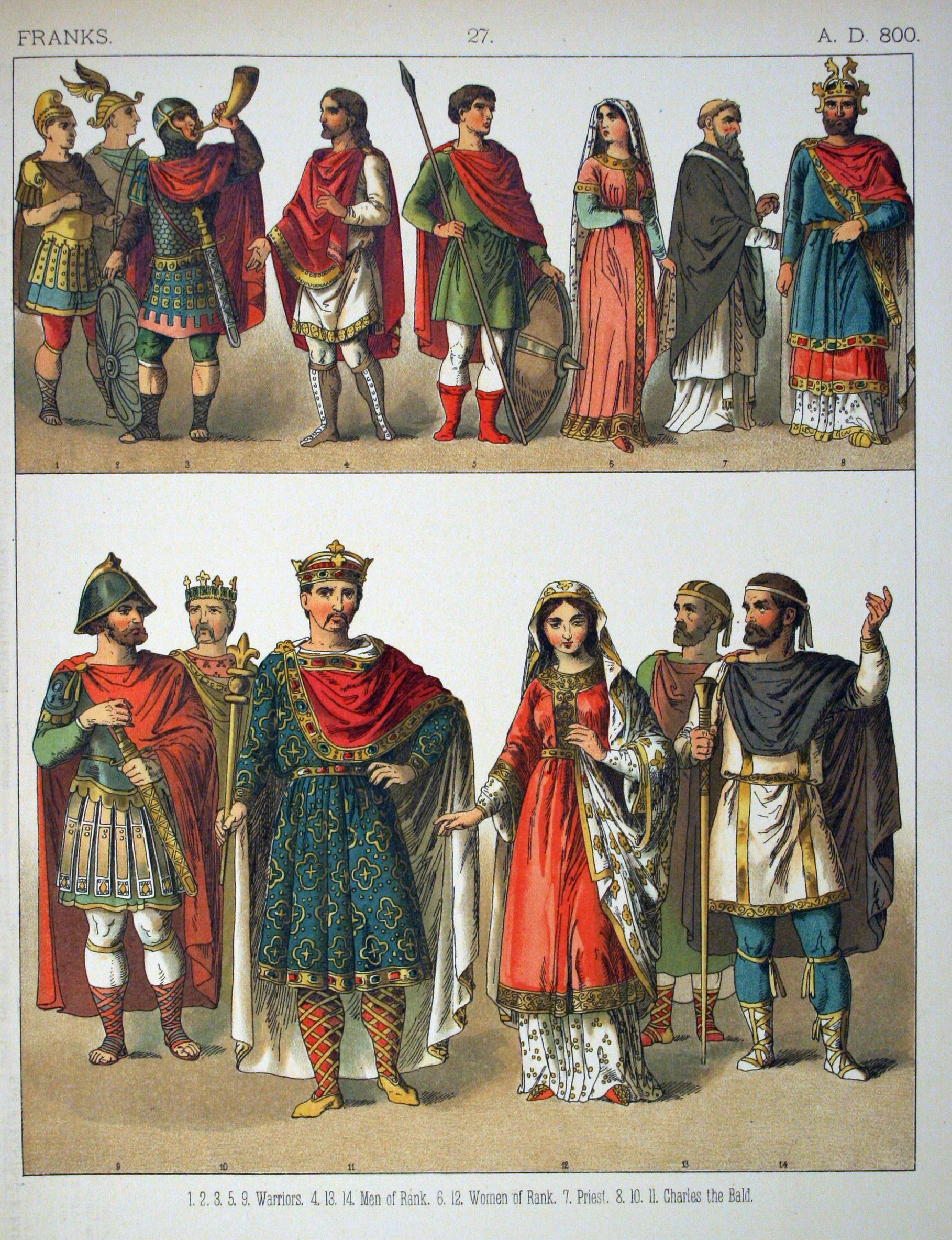
Nobili, cavaleri și preoți franci

Vechea aristocrație romană și cea germanică fuzionează, prin înrudiri sau schimburi de elemente culturale. Familiile senatoriale romane pătrundeau în domeniul clerical, în timp ce nobilii germanici preferau funcțiile militare. Indiferent de originea etnică, se purtau nume latine, germanice și creștine. 
Oamenii liberi din clasele inferioare renunțau la libertatea personală pentru a-și caută protecția celor puternici. S-a format astfel țărănimea dependență tot mai numeroasă, formată din indivizi ce și-au pierdut libertatea, descendenții sclavilor ce au primit o bucată de pământ, ai colonilor, liberților. Termenul de "Servus" ce denumea odinioară sclavii antici, din care provine termenul de "șerb" denumea țăranii dependenți. 
Clerul recruta indivizi numai din rândul nobilimii, care beneficia de privilegiul imunității, agenții regelui având interdicția de a pătrunde pe domeniile acestora pentru a exercită justiția, pretinde taxe sau a recruta. 
Sistemul organizării domeniale feudale se răspândește din Franța în întreg Occidentul. Dependență țăranilor și biserica a contribuit la fixarea populației în așezări stabile, astfel, apar satele medievale.

## Evul Mediu feudal
Dupa structurarea social-politica si al lentelor acumulari materiale din secolele V-IX, perioada dintre sec. XI-XIII a inagurat o noua epoca in epoca Europei occidentale. S-a caracterizat printr-un avant general al crestinismului, spor demografic, dezvoltare agricola, renasterea comunitatilor urbane, diversificarea activitatilor economice, revigorarea comertului local si la distanta, dar si ca o expansiune teritoriala. Europa de Vest a iesit din limitele sale traditionale, stabilind contacte cu alte orizonturi. 

### Agricultura

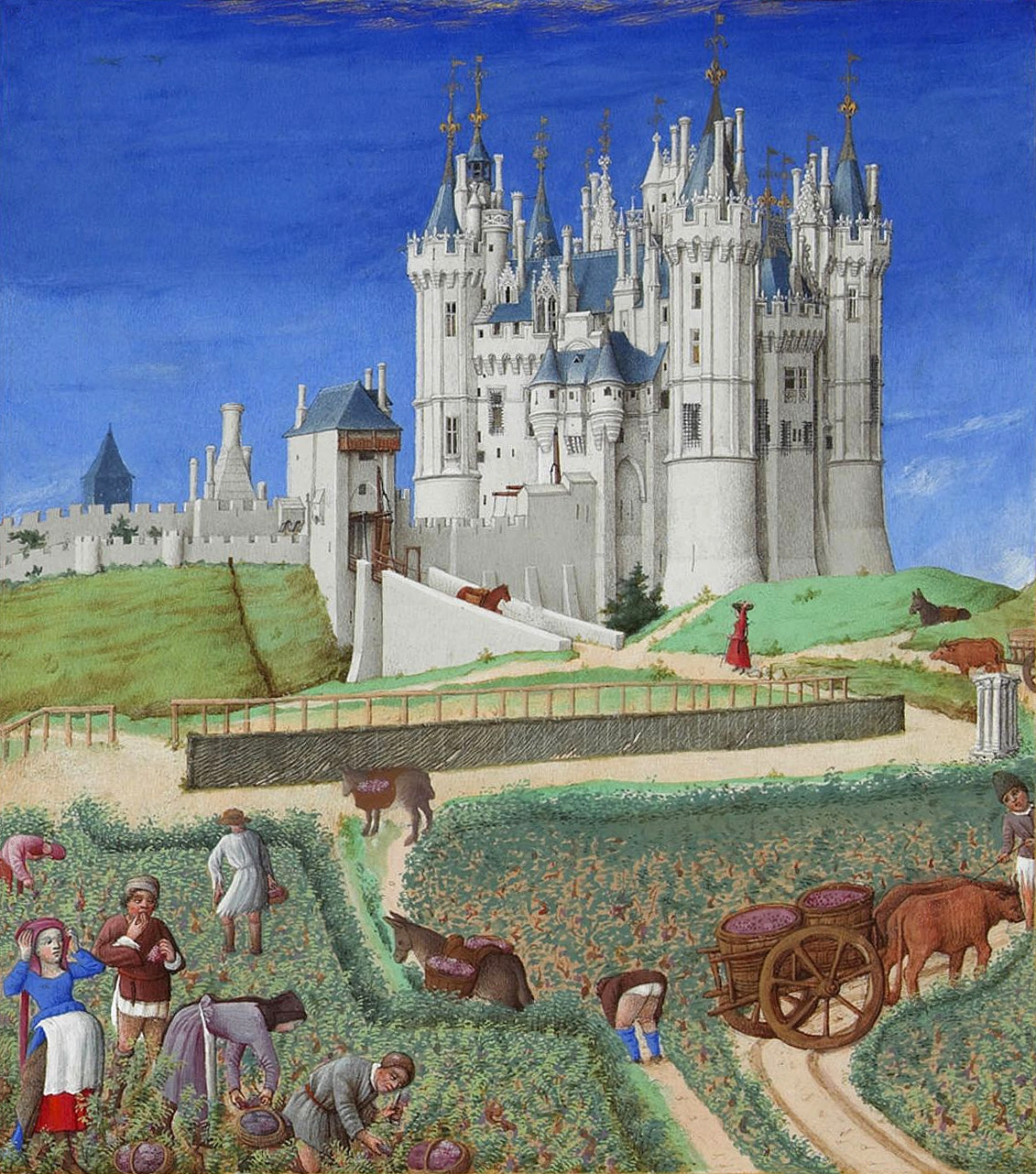
Riches Heures Berry-Septembre

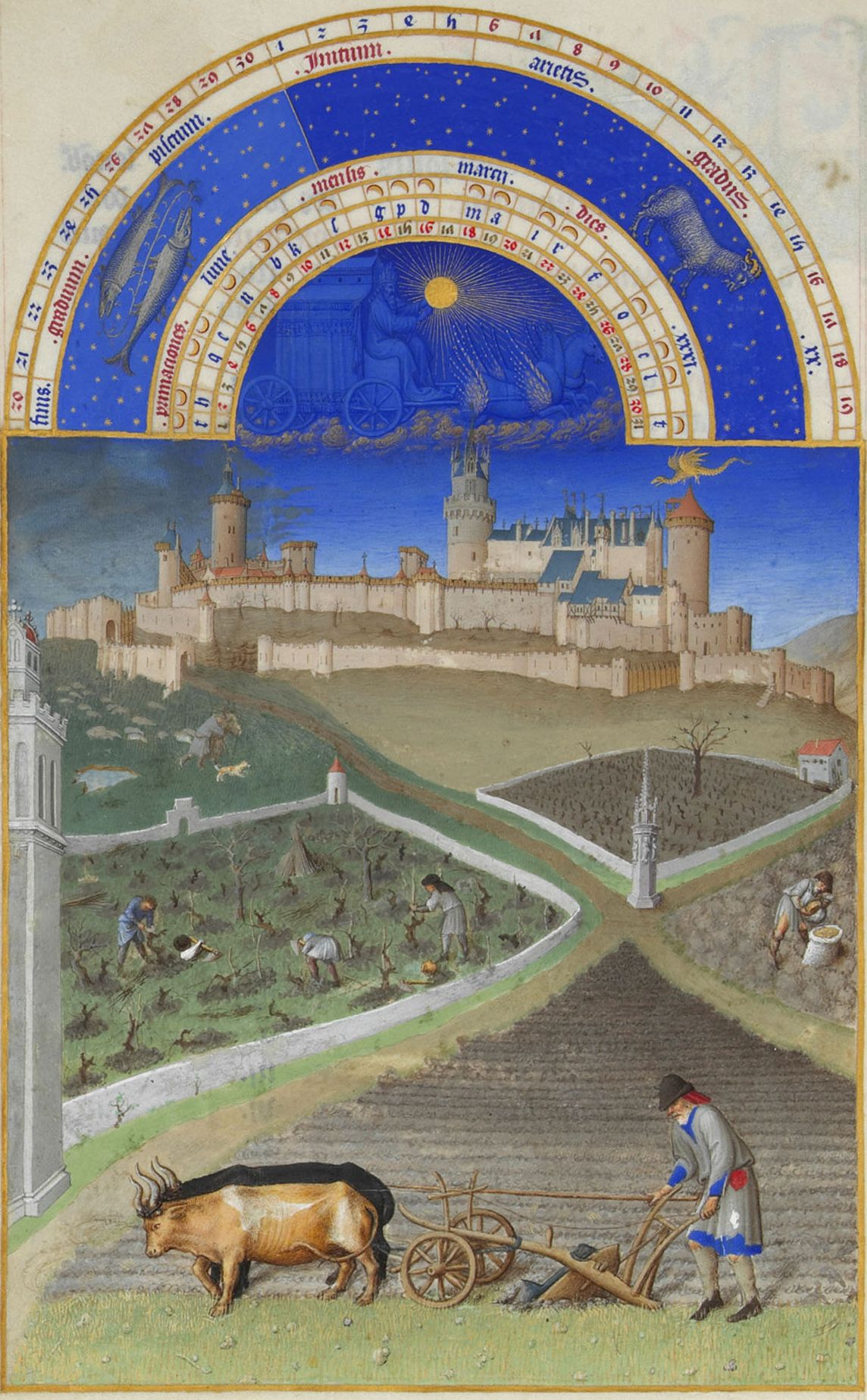
Les Très Riches Heures du duc de Berry mars

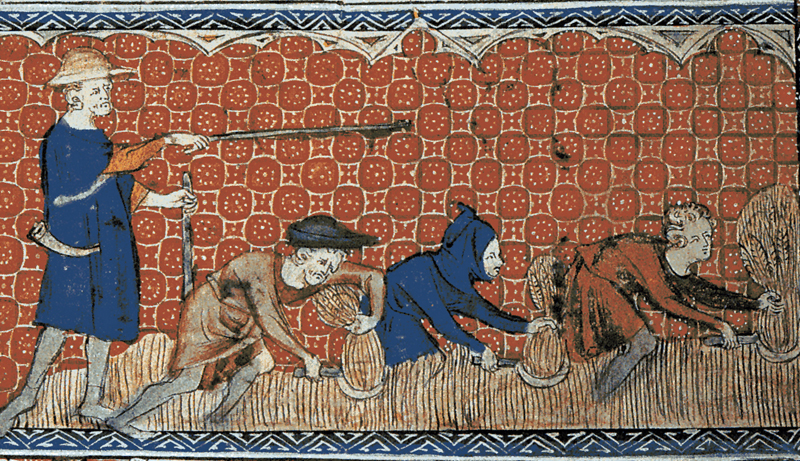
Reeve and Serfs

Expansiunea economică, într-o societate agrară, a constituit elementul principal al avântului economic. 
În această perioadă se poate observă un progres vizibil în economia și, mai ales, în tehnica agricolă. Existau diverse tipuri de exploatare a solului, de la simplul cules, ce asigura o subzistență precară, până la bogatele culturi specializate, organizate și întreținute în funcție de comerț și orașe. Pădurile și mlaștinile în teritoriile mărginașe ofereau adăpost, fiind slab populate. Pădurea constituia un refugiu și adăpost pentru săraci, prin posibilități specifice de subzistență. 
Terenurile cerealiere erau cei mai importanți factori de cultură agricolă ai economiei medievale. Marile concentrări agricole se situau în partea nordică a Europei, cele mai importante regiuni fiind din Germania(Brandenburg, Holstein, Pomerania), Flandra, Anglia și Franța(Île-de-France, Normandia, Artois), ce ofereau un avantaj net alimentar și demografic. În zona mediteraneană, zonele cerealiere erau mai puțin prospere decât cele nordice, nefiind situate în apropiere centrelor urbane de consum, comerțul având mai multă însemnătate. 
Apar zonele de monocultură (viticole, legumicole, creșterea animalelor; un început de specializare economică a mediului rural, datorită emergenței orașului medieval, precum și deschiderii progresive ale economiei rurale față de comerț, monedă și sistemul de credit. Apar noi peisaje rurale, lipsite de teren arabil, dar dominate de viticultură și creșterea animalelor. În sudul Franței, în Languedoc, regiunea din jurul orașului Montpellier, consacrată anterior exclusiv culturii cerealelor, a devenit o importantă zona viticolă. 
În alte zone, ca cele din Anglia, Alpii germanici, sudul Franței, Italia și Peninsula Iberică, creșterea și comercializarea vitelor au devenit ocupații exclusive, răspândite și practicate la scară largă, ce a dus la apariția noilor reglementări, de natură să stabilească condițiile migrării sezoniere a turmelor, pentru a preveni conflictele tot mai numeroase care îi opuneau pastorior pe locuitorii comunităților agrare. 
În zonele cerealiere dezvoltate, în Peninsula Iberică, estul Germaniei, posesiunile slave, a avut loc, din secolul XI, un proces tot mai rapid de extindere a terenurilor arabile și a culturilor agricole, prin asanări, îndiguiri, defrișări, ce au atins apogeul în sec. XII-XIII. Populația a crescut substanțial și au apărut noi sate, dispersate. 
Dezvoltarea sectorului agricol s-a caracterizat și prin ameliorarea inventarului tehnic și a procedeelor de cultură. S-au multiplicat uneltele de fier și fierăriile rurale, a apărut plugul greu cu roți și lama fixă de fier sau lemn, a cărui întrebuințare a determinat apariția aratului în fâșii prelungi și alungirea câmpurilor de cultură. Apare potcoava și noi metode de înhămare a animalelor de povară și se răspândesc treptat noi procedee de cultură, ca arăturile multiple și asolamentul bienal sau trienal, ceea ce a dus la creșterea randamentelor cerealiere. Se va extinde de asemenea folosirea gunoiului de grajd pentru fertilizarea ogoarelor, dar mai ales a grădinilor. Acestea vor atrage după sine împărțirea bunurilor dintr-o obște, ducând la bunuri funciare de existență comună, precum pădurea, pășunile, pământurile nelucrate, apele, și bunuri individuale aflate în posesia oricărei gospodării. Se mai cunosc și „câmpurile deschise”, pășuni, miriști sau fânețe, unde se împrejmuiau  recoltele cu îngrădituri mobile și unde animalele erau lăsate să pască. Pe de altă parte apar și „câmpuri împrejmuite” permanent care nu erau date folosirii comune. De asemenea printre utilaje se cunoaște folosirea aplicațiilor hidraulice, diversificându-se sistemul de morărit. Pas cu pas toate acestea duc la o mai bună dezvoltare economică și mai ales la un comerț destul de prielnic.
Dezvoltarea agriculturii nu a dus însă la bunăstare generală, dar s-au atenuat problemele de subzistență. A apărut însă o fragilitate a echilibrelor, caracterizată prin tensiunea constantă dintre terenurile cultivate și cele destinate creșterii animalelor, cea dintâi neputând fii extinsă pentru a nu periclita cea de-a două categorie; dezechilibrul dintre exploatările agricole; creșterea demografică ce tindea să depășească posibilitățile nutritive ale economiei agrare medievale, ceea ce ar fi dus la criza secolului al XIV-lea și cortegiului ei de nenorociri ce implicau foametea, epidemia de ciumă, tensiunile sociale, războiul de 100 de ani, considerate de istorici că fiind simptomele crizei de sistem ale feudalismului.

### Mineritul
Mineritul este un alt factor de dezvoltare economică ce își are bazele bine puse în trecut. Acesta este condiționat în permanentă de existența zăcămintelor și mai ales a acelora ce se găsesc mai la suprafața deoarece tehnicile de extracție erau destul de rudimentare. Este un factor esențial și se dezvoltă o data cu cererea crescânda de metale prețioase, surse de energie, materii prime pentru meșteșuguri și industrie, cererea de alaun, folosit în fixarea culorilor în postăvărit, de sare și cărbune. Cele mai mari centre de extracție erau cunoscute la Goslar, Saxonia, Mansfeld (fier, aramă, argint), la Graz, Stiria și Dalecarlia, sudul Suediei (fier), Newcastle (cărbune), Luneburg și Salzburg (sare). Se extrăgea fier, aramă, plumb, cărbune o mare sursă aducătore de forță de muncă în Anglia, sare, plumb, mercur, cositor, alaun, minereul de aur și argint. În ceea ce privește zăcămintele de aur în Europa erau foarte sărace ceea ce ne duce la descoperirea unor importuri de metale prețioase chiar din Africa, dar acesta nu se oprea într-un loc, ci continuau să meargă mai departe.

### Meșteșuguri
Se va observa în această perioadă moment o înmulțire și diversificare a meșteșugurilor în funcție de evoluția tehnicii și creșterea cererii produselor pe piața internă și externă. La început se cunoaște doar o mică productivitate, meșteșugarul lucrând numai la comandă, materialele aparținând lui sau consumatorului. Încetul cu încetul produsele sale vor apărea și pe piață pentru cumpărătorul de rând, începând singur sau ajutat de negustor. Postăvăritul devine una dintre cele mai de seama meserii ce va avea o creștere înfloritoare în Lombardia și Toscana (Milano, Cremona, Bergamo, Verona, Siera, Florența), în Flandra și nordul Franței (Bruges, Gand, Ypres, Malines, Louvain), în Germania (Köln, Nürnberg) și mai ales Anglia (York, Lincoln, Londra). De astfel în strânsă legătura cu exploatarea zăcămintelor de minereuri și fier și industria metalurgică. Această ramură devine din ce în ce mai solidă, deoarece cererea de arme, unelte și obiecte devine din ce în ce mai mare. Centre esențiale sunt cunoscute în Italia de nord (Milano, Brescia), Spania (Toledo), în sudul Țărilor de Jos (Huy), în Palatinatul Superior, Germania, Anglia și Suedia in nord. De altfel se dezvoltă și meșteșugurile legate de construcțiile laice și religioase, șantierele navale, meșteșugurile alimentare și îmbrăcăminte. Meșteșugurile ce se ocupau de prepararea hârtiei, pergamentului și tiparului, vor duce foarte repede la apariția și dezvoltarea culturii.

### Orașele

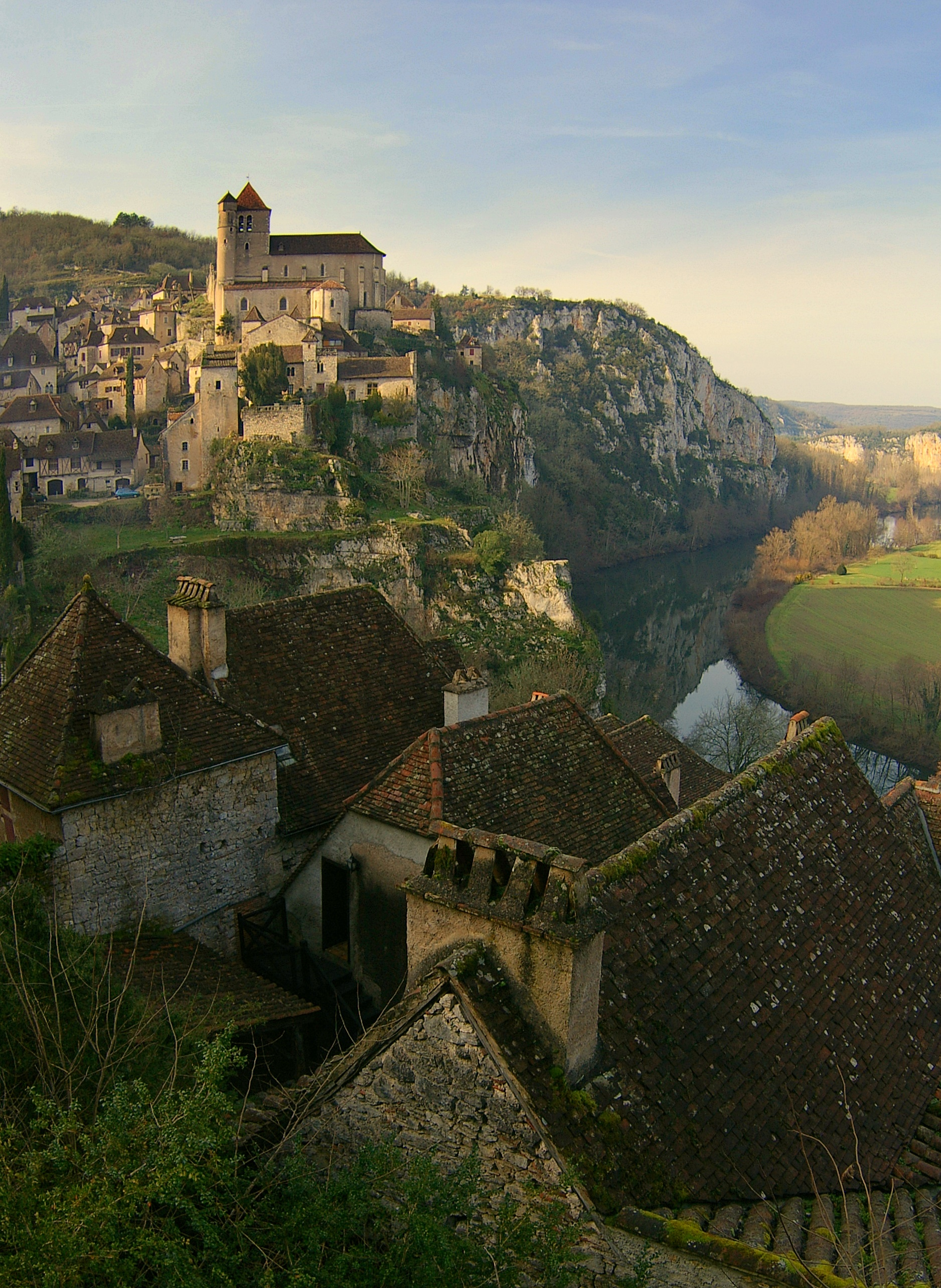
Model de sat medieval-Comuna Saint Cirq Lapopie (Franta)

După anul 1000, a avut loc explozia urbană, favorizată de factori economici, politici (încetarea migrațiilor, climatul de stabilitate, procesul de consolidare a autorității monarhice) și cei sociali (restabilirea societății). Relansarea comerțului a fost un factor decisiv, revenindu-și după o perioada de stagnare ce a urmat după apogeul Carolingienilor. Până să ajungă așezări cu statut juridic, majoritatea centrelor urbane au traversat etape intermediare. În prima fază, orașele s-au dezvoltat ca suburbii, în apropiere de fortificații, centre locale de putere, ce le asigurau protecția. 
Dezvoltându-se economic, comunitățile au dorit să se desprindă de sub protecția seniorilor, urmărind obținerea libertății juridice și organizării unui sistem defensiv propriu. S-au ajuns la acordarea de drepturi, negocieri directe sau lupte. 
În cele din urmă, orașele, ai căror membri s-au organizat sub formă unor societăți unite prin jurământ comun, au obținut libertăți jurudice și scutiri fiscale, explirate în privilegii cuprinse în carte acordate de senior. 
Demografic, orașul a atras un număr mai mare de locuitori, fiind situate în locuri favorabile comerțului, în preajma castelelor seniorale, la intersecția drumurilor, în apropierea râurilor navigabile. Multe orașe din sec. X-XIV erau străvechile așezări romane din Italia, Germania nordică, Peninsula iberică sau Galia. 
Toate orașele aveau o piață centrală, loc polarizator economic și social, ce deținea două funcții-de spațiu comercial și de adunare a locuitorilor. Spațiul central era dominat de centrele urbane, de primărie-sediul instituțional ce supravegea și guverna orașul; și catedrala, simbol al bisericii atotprezente. Al treilea element constructiv avea o valoare simbolică defensivă-zidurile, orașele fiind vizualizate ca incinte întărite. 
Modul de viață și organizarea a fost preluat și la est de Rin, apoi dincolo de Elba, unde orașele medievale au fost creații noi. Au fost integrate în "lumea latină" și au primit structuri specifice. Au apărut orașele dezvoltate după model juridic și social. În timpul emergenței urbane, din apusul Europei, s-au implicat minarhii, ducii locali și biserica, ce le-au oferit inițiat o autonomie largă internă coloniștilor, că germani, valoni sau italieni. Orașul s-a detașat de mediul rural prin funcțiile sale. Avea funcție economică, de centru de schimb, par funcția secundară era producția de mărfuri și ocupațiile agrare. 
Funcția politică era conferită de statutul orașului că un sediu complec de putere, senioral sau central, și orășenesc. Deținea și funcție culturală, afirmându-se o cultură laică, în care universitățile jucau un rol important, precum și funcție religioasă, manifestanduse prin ordinele religioase. 
Dezvoltarea orașelor au extins noi forme de viață și noi mentalități legate de sistemul de valori. 
Social, comunitatea orășenească era formată din patriciatul, care își impuneau controlul asupra instituțiilor, și plebea, criteriul de diferențiere fiind averea. S-a ajuns la lupte între cele două categorii pentru participarea la conducerea orașului, îmbunătățirea condițiilor de muncă și onoarea familială. 
Termenii latini ca municipium sau territorium , civitas, desemnau orașele episcopale, ori oppidum sau forum pentru orașele cu locuri de schimb comercial, sau de așezare întărită-castellum, burgus, sau de suburbie-suburbium.

### Comerțul
Comerțul apare ca o urmare a unei sporiri demografice, a progresului tehnicii agrare, a dezvoltării meșteșugurilor urbane, a îmbunătățirii mijloacelor de transport pe uscat și apă, având o creștere apreciabilă atât pe piața internă cât și externă. Comerțul extern apare tocmai datorită dezvoltării meșteșugurilor urbane și a navigațiilor între Marea Mediterană, Marea Neagră, Marea Nordului și Marea Baltică, acestea constituind legăturile piețelor vechi. Dar odată cu deschiderea hotarelor geografice în secolele XV – XVI se deschid și piețe noi. Toate acestea exportau produse de meștesugărit și manufacturiere. Pe principala rută a Oceanului Atlantic se deschid noi căi maritime spre India, Asia, sud – estul Americii de unde se importau bunuri precum mirodeniile, aurul și argintul. Primele Imperii coloniale care apar pe această piață aparțin portughezilor, spaniolilor, olandezilor, englezilor și francezilor. Piețele vechi încep să piardă teren. În același timp piață internă cu o economie naturală duce la satisfacerea cerințelor economice esențiale prin resurse proprii. Mica producție de mărfuri este a gospodăriei țărănești și a atelierului meșteșugăresc corporativ, în timp ce marea producție este în curs de dezvoltare în minerit, în industrie sau organizarea manufacturieră. Odată cu sporirea populației se realizează și lărgirea pieței interne, creșterea și diversificarea cererii de materii prime, intensificarea schimbului de mărfuri și mai ales urbanizarea și dezvoltarea orașelor. Este clar că deși puterea de cumpărare este scăzută, crește din ce în ce mai mult capacitatea de consum a unor pături sociale, iar circulația pe piața internă este ușurată datorită mijloacelor de comunicare și transport. Acestea se vor dezvolta din ce în ce mai mult datorită progresului și cererii.

### Mijloacele de transport
Dorința de comerț, schimb social, cultural, dar și material, va duce destul de repede la o dezvoltare a mijloacelor de transport. Transportul terestru capătă noi limite, iar cel maritim va rămâne totuși destul de limitat până în secolul XIV, deși se încearcă un progres continuu. Cea care se dezvoltă cel mai intens, dar conține galere de dimensiuni mai mari și greoaie, este flota Veneției. Dar totuși numărul de corăbii mari este limitat. Însă se cunosc convoaie care fac legătura între Europa apuseană și India sau Asia. Astfel se va ajunge la îmbunătățirea sistemului de navigație și prin introducerea cârmei și a busolei, care deși necesare, nu fac mai ușoară manevrarea corăbiilor.

### Moneda
Apariția economiei monetare nu este altceva decât o consecință a dezvoltării producției și comerțului. Se reia acum emiterea monedelor de aur (florinul, genovinul, ducatul) și se intensifică emisiile monetare. Aceste emisiuni monetare nu fac altceva decât să reflecte pulsul vieții economice. Prin intensificarea circulației bănești, dar și creșterea nevoii de bani în toate domeniile se vor deschide forme feudale de bănci. Acestea aveau în prim plan realizarea funcționării sistemului de transferuri de fonduri bănești pe bază de acte și corespondență, se realizau procedee de asigurări maritime și înmagazinarea banilor comercianților. Odată cu dezvoltarea circulației bănești se vor intensifica și activitățile zarafilor, aceștia ocupându-se cu schimbul și evaluarea monedelor, și a cămătarilor. Se vor înființa companii bancare și comerciale sieneze și florentine ce vor prelua operațiunile bănești de proporții mari, în secolul XIII. Astfel se vor cunoaște la Bruges tranzacțiile importante ce se desfășurau în hanul ce aparținea familiei van der Beurse.
Însă, creșterea economiei în Occidentul medieval nu este decât o urmare a creșterii demografice. Oamenii fiind mai mulți se realiza o nevoie mai mare de case, hrană, îmbrăcăminte, ducând la numeroase defrișări și extinderi ale culturilor. O urmare firească a acestei creșteri demografice nu este alta decât procesul de urbanizare. Totuși acest proces se întinde pe o durată destul de mare acoperind suprafețe din ce în ce mai mari ce trebuiesc defrișate, atrăgând după sine, în acest mod, și cererea crescândă a diferitelor materiale

## Evul Mediu Târziu

### Demografia

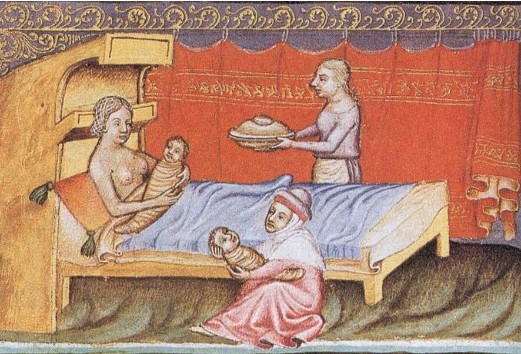
Nasterea unui copil

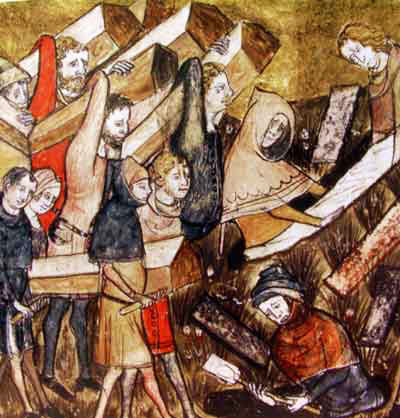
Victimele ciumei. "The Chronicles of Gilles Li Muisis" (1272-1352), abbot of the monastery of St. Martin of the Righteous. Bibliothèque royale de Belgique, MS 13076-77, f. 24v.

Natalitatea era crescută (40-60 de copii la 1000 de locuitori). Mortalitatea era ridicată și neregulată, la fel și mortalitatea infantilă (o treime din copii nu apucau vârstă maturității). Speranța medie de viață era scăzută la 50 de ani, oamenii fiind expuși la boli și lipsuri. Mortalitatea femeilor la naștere era ridicată, iar numărul ridicat al pierderilor de sarcina se datorau alimentației insuficiente ori a muncilor obositoare. Femeile se căsătoreau timpuriu, de la o vârstă fragedă, și nășteau în medie 5-6 copii. 
Creșterea demografică dezechilibra raportul cu resursele de hrană, astfel, foametea fiind inevitabilă și datorită stocării precare a alimentelor, și a schimbărilor climatice bruște. De asemenea, războaiele și epidemiile generau scăderea demografică, urmând ca apoi să urmeze o ameliorare și din nou, o creștere demografică, urmând apoi un alt declin.
În secolul al XIV-lea, în timpul Marii Ciume, producțiile alimentare și creșterea demografică au stagnat, un sfert din populațiile Asiei, Europei și Africii de Nord fiind anihilată. Economiile au colapsat, iar societățile s-au dezorganizat. Populația Europei a scăzut de la 70 de milioane la 50 de milioane. Din secolele XVI-XVII, populația a atins numărul de 100 de milioane de locuitori. 
În China, populația a crescut de la 100 de milioane în 1500 la 160 de milioane în 1600. În India a crescut de la 110 milioane la 135 de milioane. La nivel global, se estimează că erau circa 500 de milioane de locuitori la începutul secolului al XVII-lea. 
Creșterea producției agricole a favorizat creșterea populației, mai ales în Europa, datorită îmbunătățirii tehnicilor agricole, fie prin introducerea alimentelor "exotice" din Lumea Nouă. Cultură cerealelor era cea mai dezvoltată în regiunea Mării Baltice și în Țările de Jos. Cele mai multe bovine erau crescute în Europa nordică și răsăriteană, fiind exportate în Europa de vest.Datorită creșterii productivității agricole, mulți europeni s-au specializat în activități non-agricole, stimulând dezvoltarea activităților meșteșugărești și comerțul.

### Agricultura

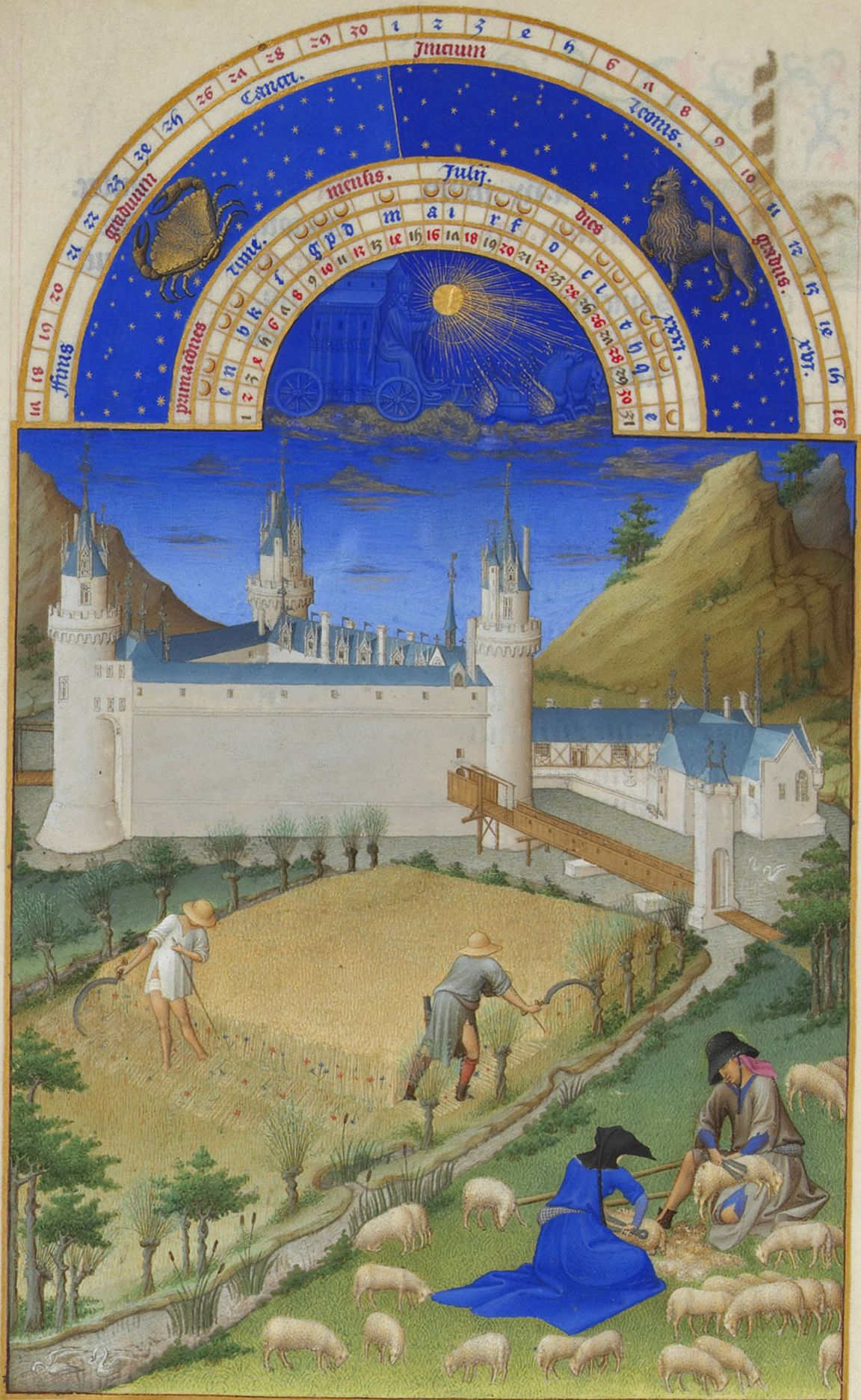
Les Très Riches Heures du duc de Berry juillet

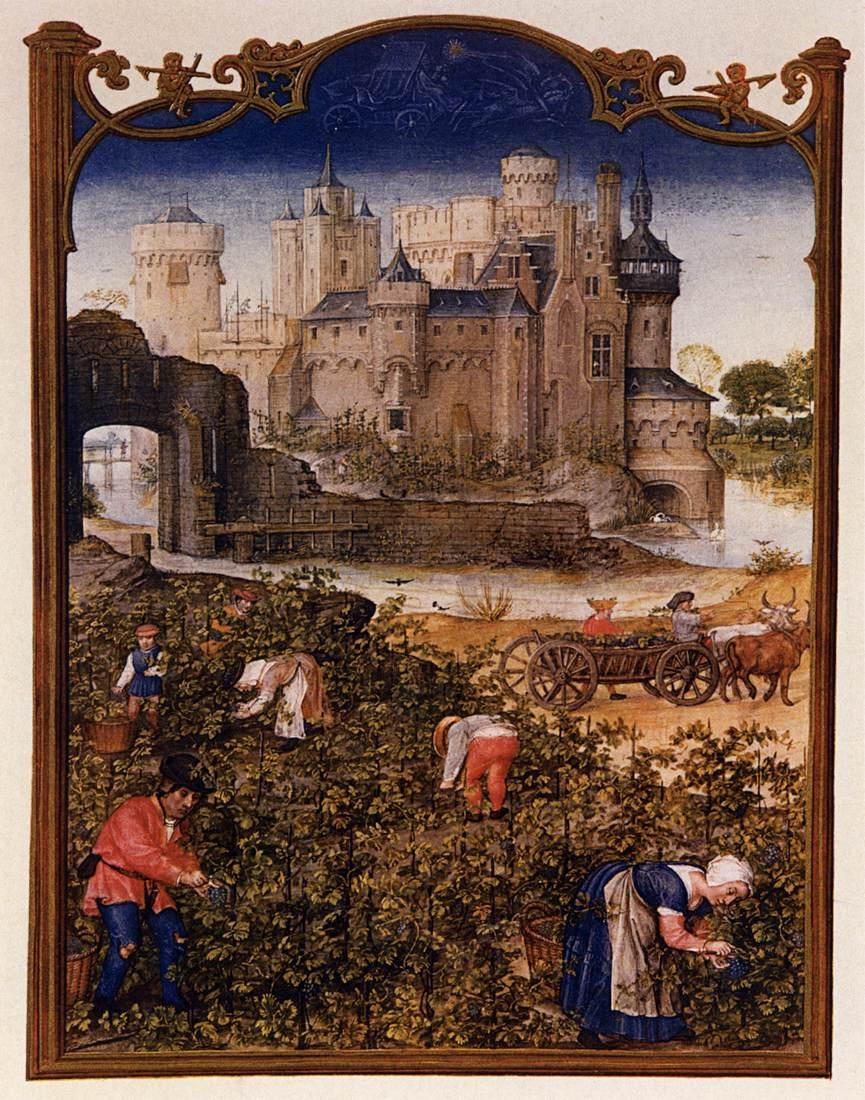
Grimani Breviary - The Month of September

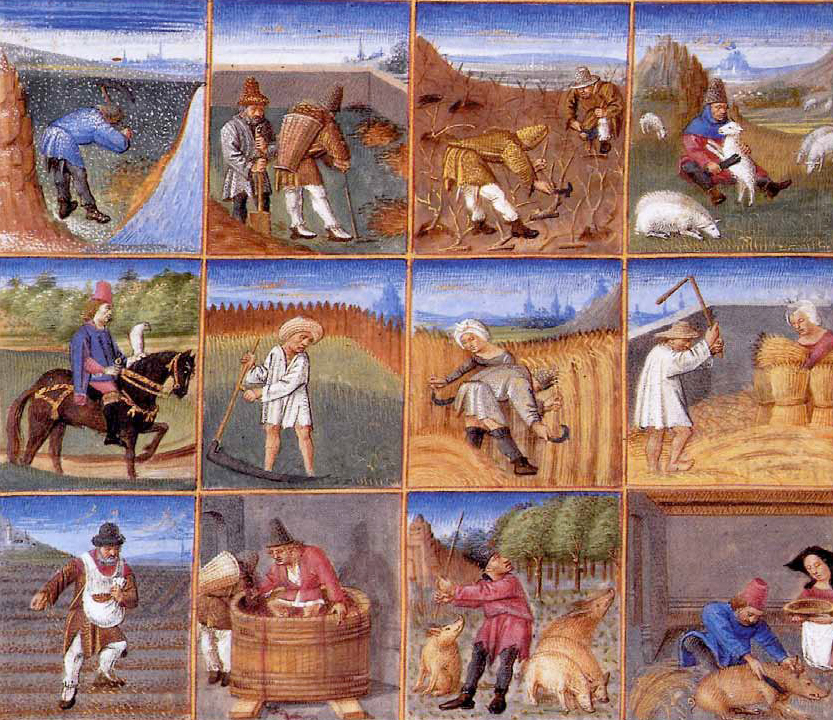
Crescenzi calendar

La sfârșitul Evului Mediu , încă mai existau comunități de vânători-culegători în multe regiuni ale planetei. Cele mai multe se găseau în Africa, Australia, America de Sud, America de Nord, în nordul Europei și Asiei. Se situau spre zonele periferice din cauza presiunii societăților compacte și organizate de agricultori și crescători de animale. 
În estul Africii, Asia Centrală și în Europa răsăriteană se găseau triburi sau comunități ce trăiau de pe urmă creșterii animalelor domestice-bovine, ovine, caprine, cai, fiind comunități nomade. Existau contacte de schimb între comunitățile nomade și comunitățile agricole. Deseori, comunitățile nomade conduceau raiduri de jaf ori, prin superioritatea lor militară, impuneau tribut ori taxe de protecție agricultorilor. Unele comunități nomade au renunțat la modul de viață pastoral și s-au sedentarizat. 
La nivel global, în epoca postclasică, s-au remarcat trei mari civilizații agricole: civilizația cerealelor (Europa, Africa și Orientul Mijlociu), civilizația orezului (Asia) și civilizația porumbului (Americile). 
În Europa se cultivau cereale că grâul, orzul, secară, meiul și ovăzul. Secara a dominat în regiunile nordice, iar orzul și meiul au fost des cultivate în părțile mediteranene. 
În unele zone se cultivă o suprafață de pământ în mod repetat, anual, până se epuiza potențialul natural, randamentul scăzând treptat, ceea ce genera crize agricole și foamete. În alte zone, pentru a se evita epuizarea potențialului natural al solului, suprafață de pământ se cultivă în mod regulat, fiind abandonată după o anumită perioada, alte terenuri fiind cultivate. Asolamentul bienal, utilizat din antichitate, presupunea un ciclu prin care terenul era împărțit în două părți, una fiind cultivată, cealaltă era lăsată în pârloagă, iar după un an, prima era lăsată în pârloagă, și a două cultivată. Asolamentul trienal, apărut în Evul Mediu, presupunea ca terenul să fie împărțit în trei părți, pe una fiind cultivată cerealele de primăvară, pe a două cereale de toamna, iar cea de-a treia era lăsată în pârloagă. Un ciclu complet dura trei ani. Asolamentul trienal era mai avantajos prin facilitarea refacerii potențialului natural al solului, cât și prin diminuarea riscurilor de criză agricolă prin cultivarea simultană a cerealelor de primăvară cu cerealele de toamna. 
Producțiile erau mai mari, animalele domestice fiind hrănite cu cerealele de primăvară, iar oamenii hrănindu-se cu cerealele de toamna. 
În Țările de Jos, Italia și Anglia au fost utilizate și forme complexe de asolament, cu cicluri de 4-6 ani. Modul de utilizare a solului era diferit de la o regiune la altă, și de la an la altul în funcție de vreme și de prezența ori absența dăunătorilor. Cultivarea plantelor era de asemenea împletită cu creșterea animalelor, boii și caii fiind principalele forțe de tracțiune pentru arăt. Terenurile lăsate în pârloagă pentru a oferi loc de pășuni pentru animale. Cum precipitațiile sunt bogate în Europa, iar suprafețele de pădure erau întinse, numărul de animale era considerabil de mare. 
Alimentația europenilor din societățile cerealiere era dependență de aportul caloric al cerealelor în proporție de 80%. Consumau des fierturi și pâine, pe lângă carne, fructe, legume, lactate, ouă, peste și miere consumate în proporții mai mici. 
Vița de vie era de asemenea o cultură importantă în cadrul societăților cerealiere. Erau cultivate plante textile că inul, cânepă, bumbacul și duzii pentru viermii de mătase (în special, în orientul mijlociu și apropiat). 

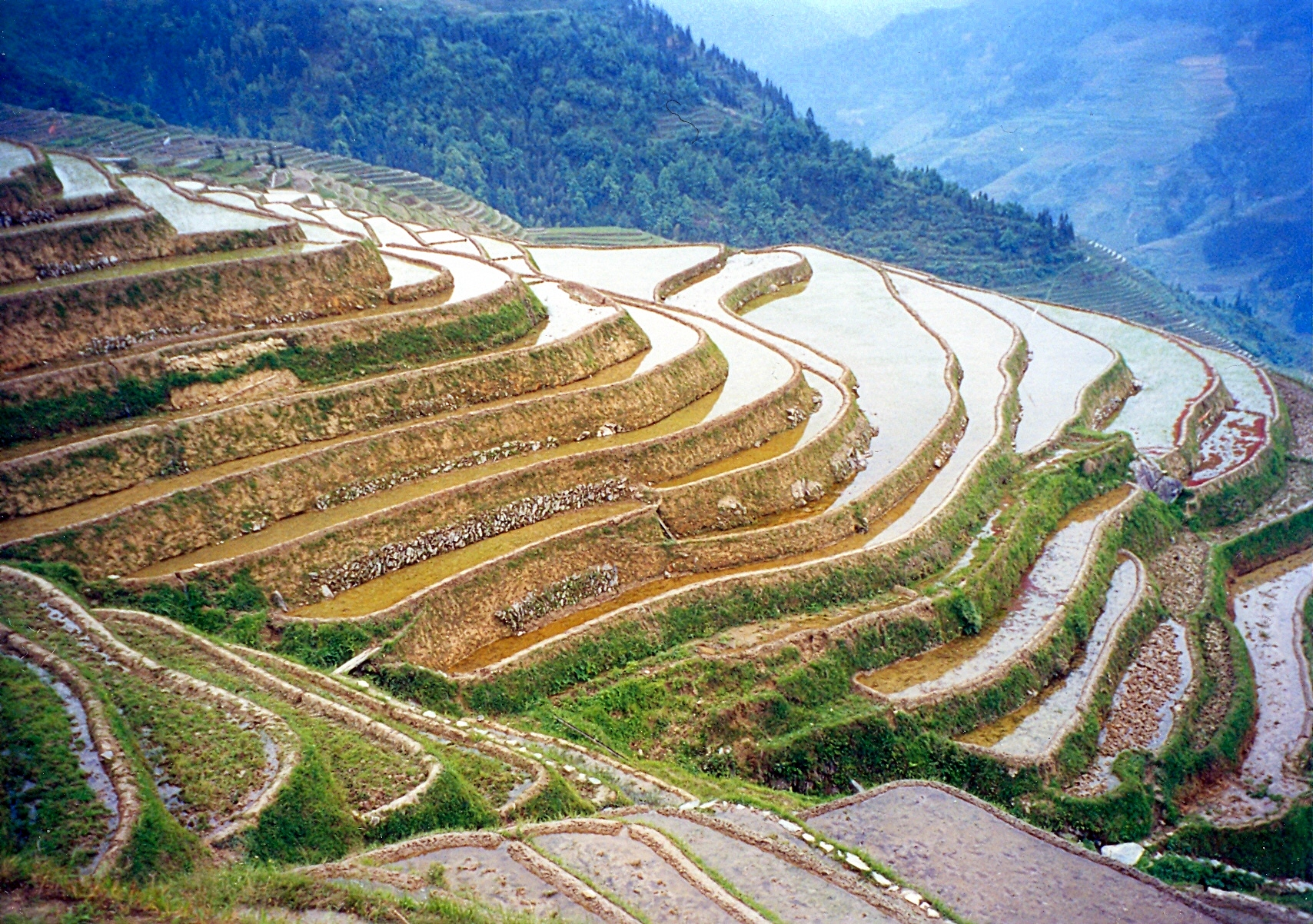
Cultura de orez inundat

În Asia, erau predominate societățile ce cultivau orezul. Orezul era cultivat, că și cerealele, în regim uscat. Ulterior, s-a trecut la cultură orezului inundat în Asia de Sud-Est, ce avea avantajul unei productivități crescute numai în zonele joase, pe văile râurilor. 
Sistemul de cultivare a orezului inundat a fost perfecționat în China, acestea raspandindu-se în câmpiile din sudul și centrul țării. Culturile cerealiere încă mai predominau însă în regiunile nordice și în zonele înalte. În sud, unde se cultivă orezu, populația se dublase. Populația chinezilor crescuse de la 50 de milioane de locuitori în mileniul I la 100 de milioane spre secolul XIII. Productivitatea crescută a orezului le-a permis multor chinezi ce nu erau fermieri să se hrănească din orezul produs de fermieri. Nemaifiind nevoie să se preocupe de agricultură, activitățile meșteșugărești și comerciale au crescut, iar orașele s-au lărgit și s-au dezvoltat. De astfel, China sudică, sub dinastia Song, a fost cea mai urbanizată și dezvoltată. 
Densitățile cele mai mari erau în zonele joase, multe pășuni fiind eliminate, ceea ce a dus la dispariția animalelor domestice. Fiindcă nu mai consumau proteine animale, înălțimea medie a chinezilor a scăzut. Nemaifiind animale, transporturile erau făcute prin tracțiune umană. Creșterea exagerată a populatei a menținut nivelul scăzut a costului muncii umane, descurajând introducerea inovațiilor tehnice care să ușureze muncă. 
Treptat, cultură orezului inundat s-a răspândit în Coreea, Japonia, Indonezia, Indochina, pe valea Gangelui, precum și în lumea arabă. Orezul a pătruns în lumea europeană abia din secolele XV-XVI, culturile orezului fiind marginale și restrânse. 

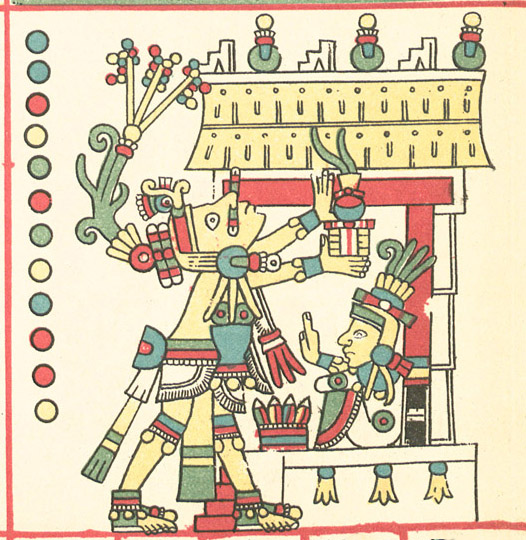
Reprezentare artistica in care un aztec aduce porumb ca ofranda

În Lumea Nouă, predomina cultura porumbului, mai ales în Mexic. Era cultivat porumbul sălbatic, din care rezultau știuleți de 2-3 cm, cu câteva zeci de boabe. Abia când oamenii au început să selecteze semințele au început că roadele să fie de calitate, iar randamentele au fost mai mari. Cultura porumbului s-a extins din Mexic în alte părți ale Americii de Nord și Centrale, și în America de Sud. Porumbul era cultivat la altitudini mari, pe platourile andine. Populațiile amerindiene cultivau fasolea și dovleacul, cartofii și tomatele. Producția agricolă a sporit creșterea demografică și a densității în Mexic și Peru, unde s-au dezvoltat mari civilizații. 
Cea mai mare parte a Americilor erau încă predominate de vânători-culegători, și chiar în timpul epocii moderne, încă mai eistau mici comunități de vânători-culegători în Canada, Brazilia, vestul Statelor Unite, Argentina. Lipseau animalele domestice-caii, bovinele, porcii și ovinele erau inexistente până la venirea europenilor, doar lama fiind domesticită.
Nivelul tehnologic era încă la stadiul neolitic, nu dețineau arme și unelte din metal, ceea ce a reprezentat un dezavantaj la sosirea coloniștilor europeni ce i-au anihilat. 
După ce au descoperit Lumea Nouă, spaniolii au descoperit avantajele porumbului și au preluat tehnicile de cultivare. Au adus porumbul în Europa din secolul XVI. Cultura porumbului a fost extinsă din Spania în Italia și Imperiul Otoman. În secolul XVIII a pătruns în China, fiind cultivat în regiunile înalte, în timp ce orezul era cultivat în regiunile joase. 
Au fost aduși cartofii, tomatele, dovleacul etc. ce au impus o varietate alimentară pentru europeni.Tehnicile agricole au fost îmbunătățite. Pragul agro-demografic a fost ridicat, ceea ce a îngăduit creșterea lentă a populației. 

### Mineritul

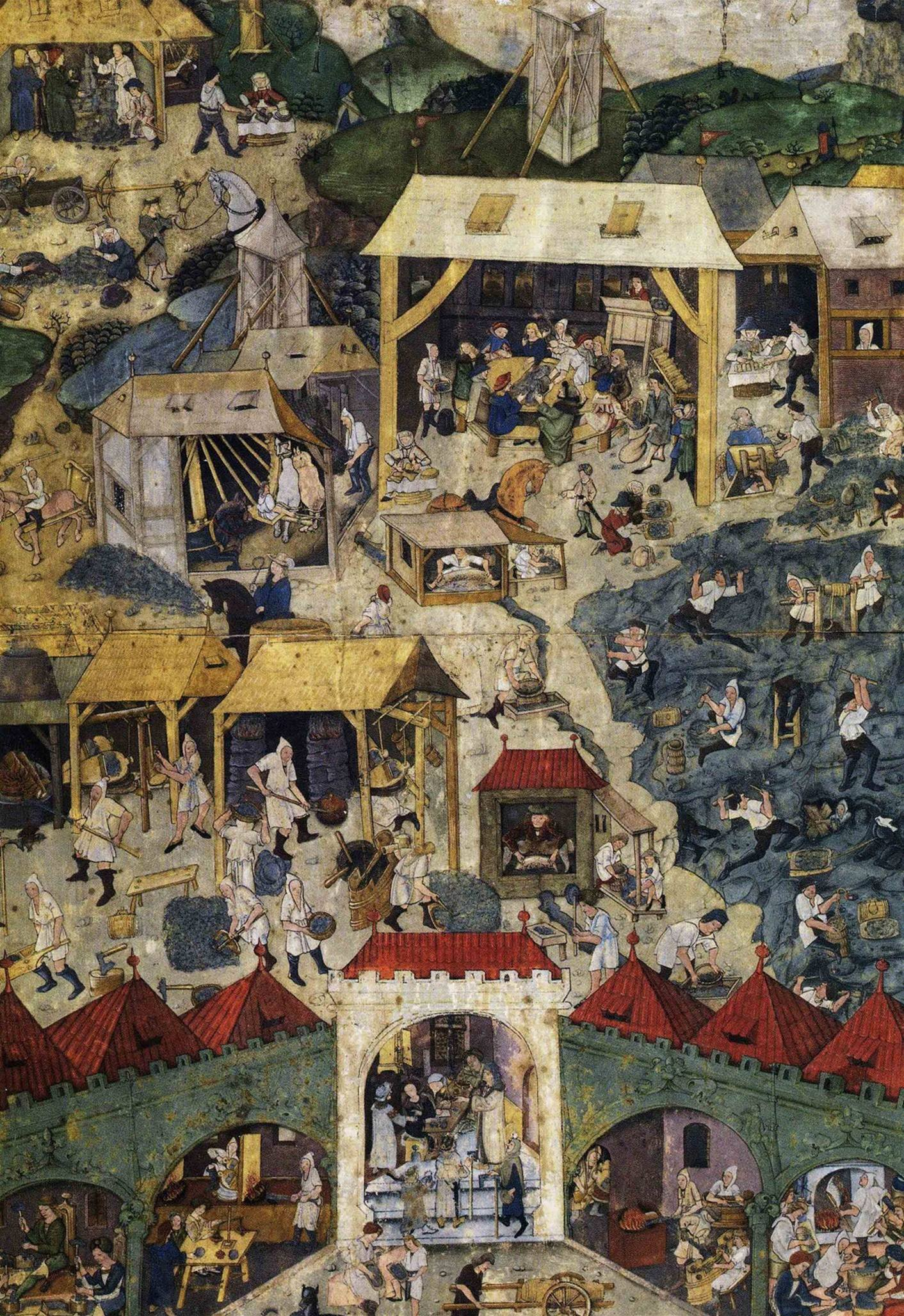
Silver mining in Kutná Hora 1490s

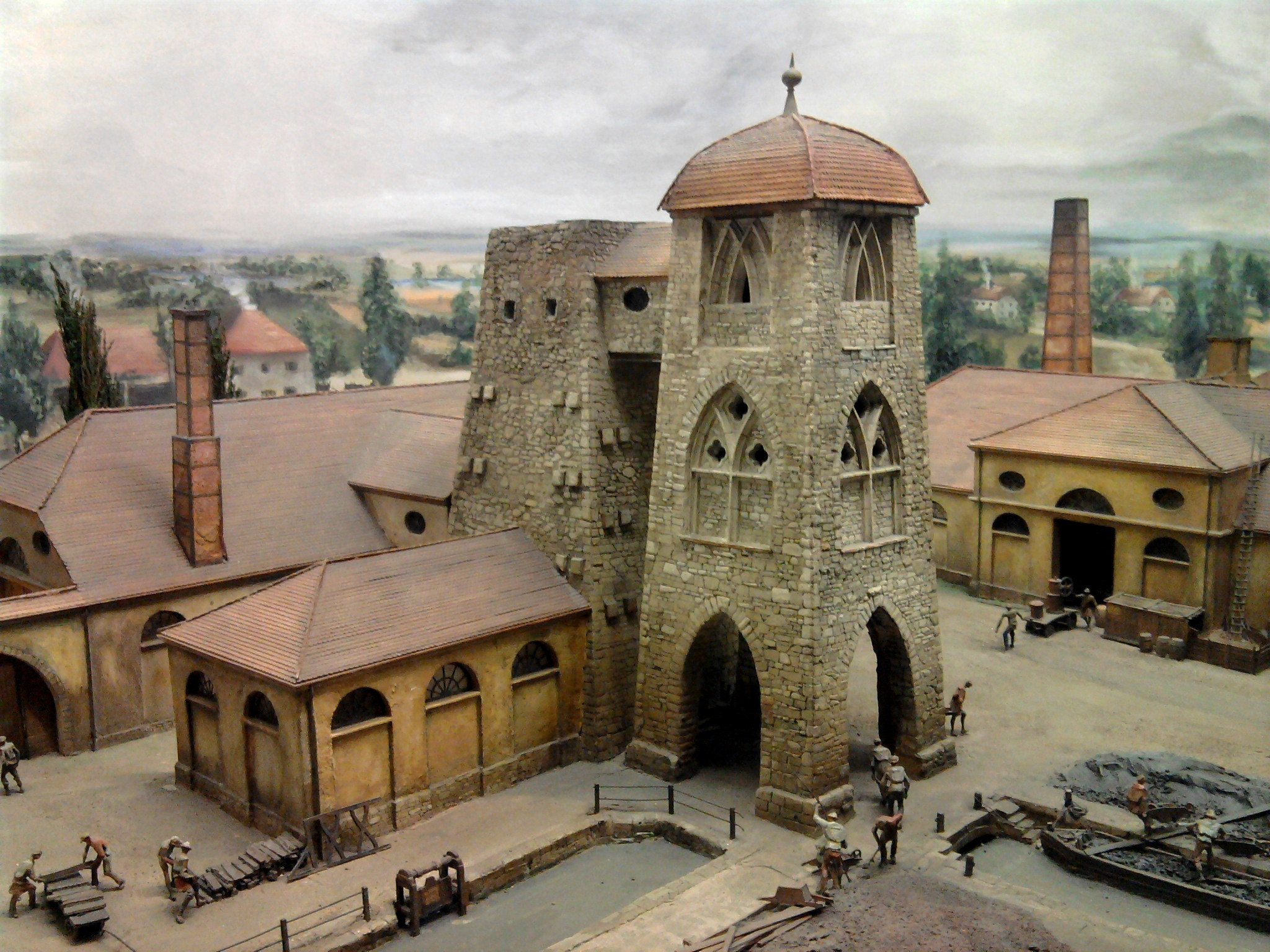
GermanyFirstBlastFurnaceMiniatureDM

Ca și în antichitate, principalele resurse extrase erau sarea (pentru conservarea alimentelor) și piatră (pentru construcții), precum și metalele (pentru unelte și arme). 
Exploatarea resurselor subsolului era monopolizată de rege. Exploatațiile erau modeste, realizate de grupuri mici de mineri, ce utilizau unelte primitive. Din secolul al XV-lea, tehnicile extrative au fost îmbunătățite. 
Zăcămintele de argint și cupru de la suprafață au fost epuizate în Europa centrală, și de aceea, erau utilizate pompe ce evacuau apă și permitea accesul la adâncimi mai mari. S-au descoperit noi tehnici de separare a metalelor din minereuri, ceea ce a sporit rentabilitatea. Necesitau investiții colosale, astfel, negustorii din orașe germane că Augsburg și Nürnberg, au organizat întreprinderi capitaliste. Producția minieră a crescut semnificativ, mai ales în minele de argint și cupru din Austria, Germania, Cehia. Numărul minerilor a crescut, iar orașele miniere s-au dezvoltat. Mineritul în Europa a intrat în declin după afluxul de argint ieftin provenit din Lumea Nouă, prețul acestuia scăzând. Treptat, activitățile de extragere a fierului și cărbunelui au progrsat. 

### Meșteșugurile

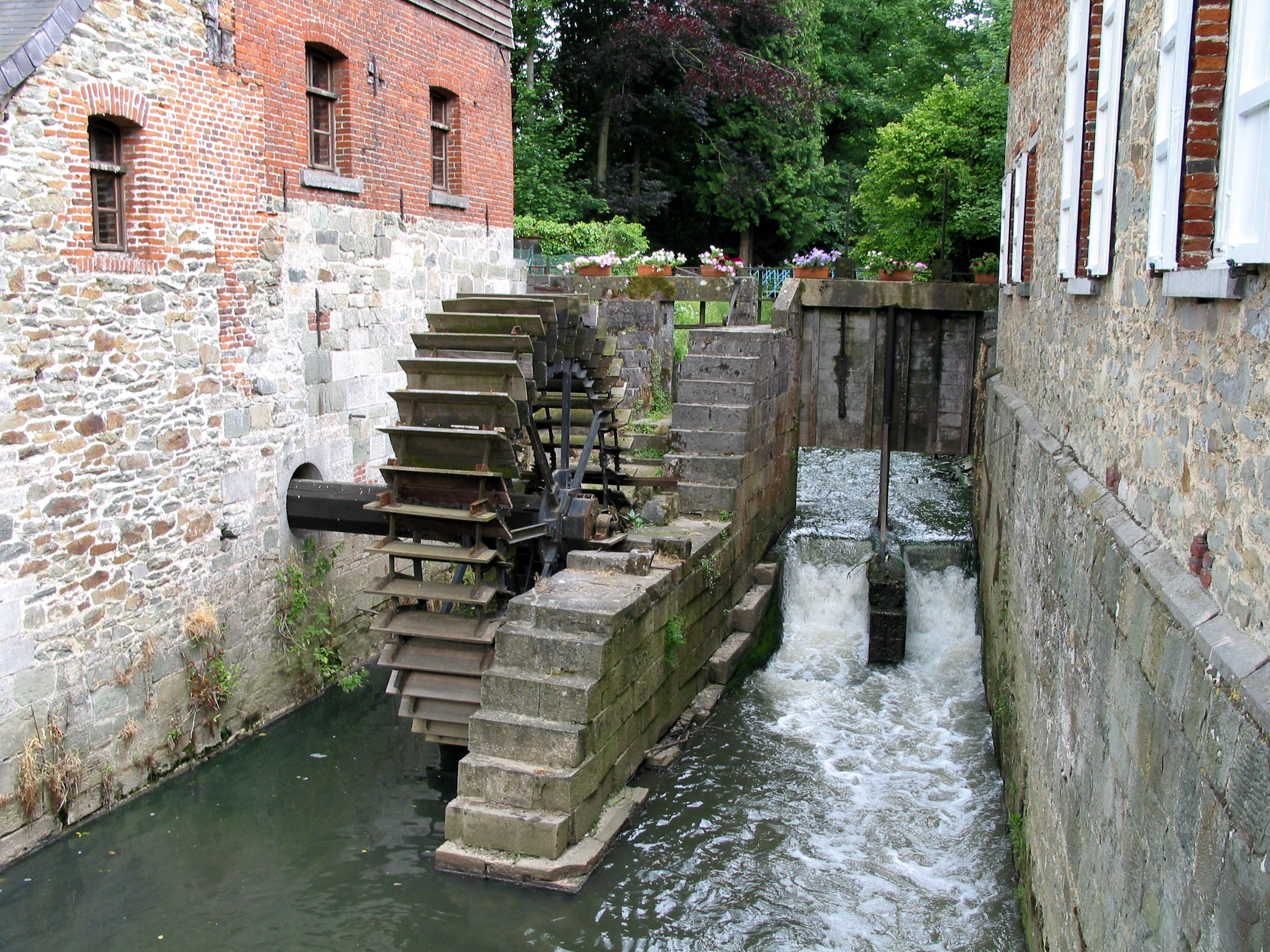
Braine-le-Château

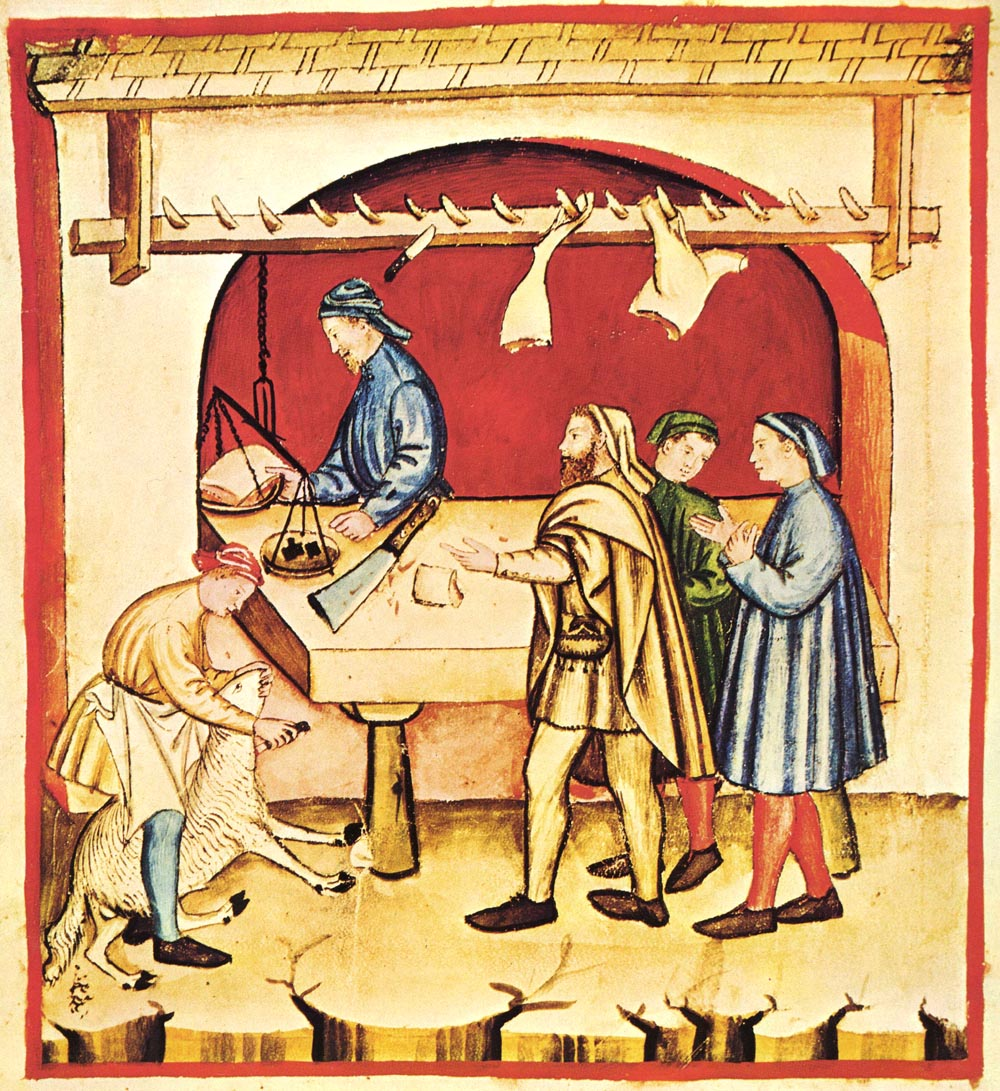
11-alimenti,carni ovine,Taccuino Sanitatis, Casanatense

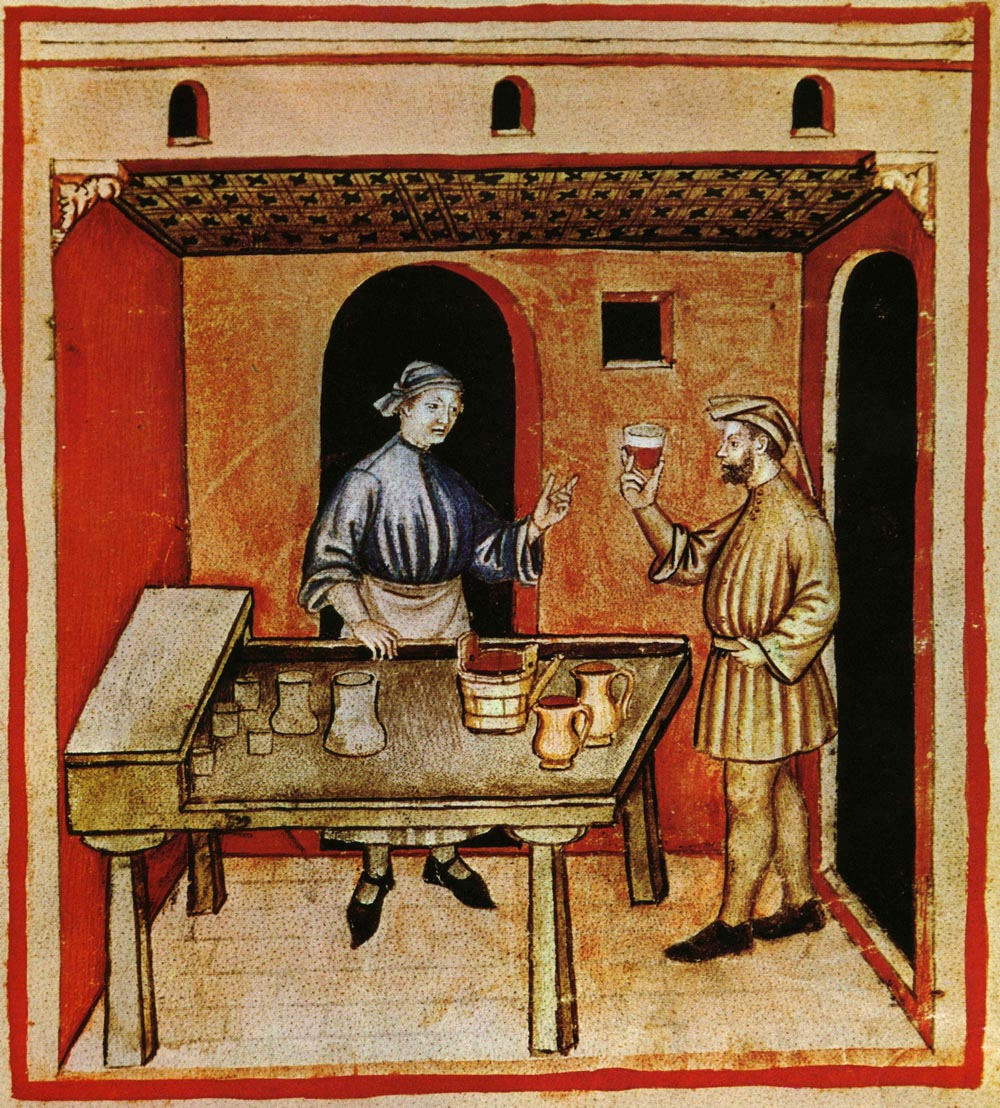
20-alimenti, vino rosso,Taccuino Sanitatis, Casanatense

În Europa, existau o varietate de activități mestesugare: meșteșugurile alimentare-morile, brutăriile, măcelăriile, meșteșuguri ce implicau prepararea lactatelor și băuturilor alcoolice; meșteșugurile pentru producția vestimentară-pielăritul, torsul, țesutul, croitoria, blanaritul, cojocăritul, meșteșugarii ce implicau olăritul, prelucrarea metalelor, fierarii, meșteșuguri de construcții și producerea obiectelor gospodărești. 
La sfârșitul evului mediu s-au dezvoltat ateliere meșteșugărești simple, apoi ateliere subordonate breslelor, manufacturile concentrate și cele dispersate. Meșteșugurile erau practicate și de țărani ce își produceau singuri cele necesare sau își completau veniturile lucrând pentru proprietarii manufacturilor urbane. Meșteșugurile erau concentrate în orașe și erau semnificative din punct de vedere calitativ, dar erau semnificative și în zonele rurale din punct de vedere cantitativ. 
Reglementările de breaslă și breslele s-au înmulțit, pe lângă efortul de protejare a interselor și de limitare a concurenței. S-au impus noi standarde calitative ridicate. 
În secolul al XIII-lea, s-au dezvoltat manufacturile dispersate în domeniul textil,în producția de postav din Flandra și Toscana, întreprinderi capitaliste organizate pe baza diviziunii tehnice a muncii, controlate pe deplin de deținătorul de capital. Deținătorul cumpăra materia prima și plătea salariile lucrătorilor. În aceste manufacturi lucrau țărani, fiind plătiți cu salarii mici, și nu erau legați de reglementările breslelor. La sfârșitul evului mediu s-au dezvoltat manufacturi concentrate în sectorul metalurgic sau în domeniul tiparului. Cele mai mari au fost șantierele de construcții navale, mai ales că la sfârșitul secolului XVI, se introducea standardizarea componentelor pentru construirea corăbiilor cu pânze de tip "fluyt" în șantierele de la Amsterdam. 
Textilele ocupau primul loc în producția de piață, multe materiale textile că cele de din lână-postavuri, din în-pânzeturi, sau bumbac erau procurate prin comerț, inițial, producția textilelor pe piață dezvoltându-se în Imperiul Bizantin, raspandindu-se în lumea arabă, în extremul orient și apoi, în Europa occidentală. Flandra și Toscana erau specializate în producția de masă a postavului realizat în manufacturi care utilizau materii prime importate și vindeau produsele finale consumatorilor din regiuni îndepărtate, ulterior, producția de postavuri raspandindu-se în întreagă Europa pentru piețe non-locale. Pânzeturile erau produse în masă, iar bumbacul și mătasea erau comercializate în cantități mici, fiind extrem de scumpe. 
La sfârșitul evului mediu, s-au produs postavuri subțiri, care nu mai rezistau decade la rândul, care să fie transmise descendenților timp de 2-3 generații. Erau mai bine finisate, atrăgătoare și mai ieftine. 
Manufacturile din Flandra și Toscana au pierdut concurență din cauza salariilor mari, preferând să se specializeze în producția de textie de lux cumpărate de un număr limitat de oameni. Anglia a devenit cel mai mare producător de postavuri de lână. Olanda, pe lângă producția proprie, s-a axat și pe postavurile englezești pentru piețele continentale, îngăduind capitaliștilor olandezi profituri semnificative. 

### Comerțul

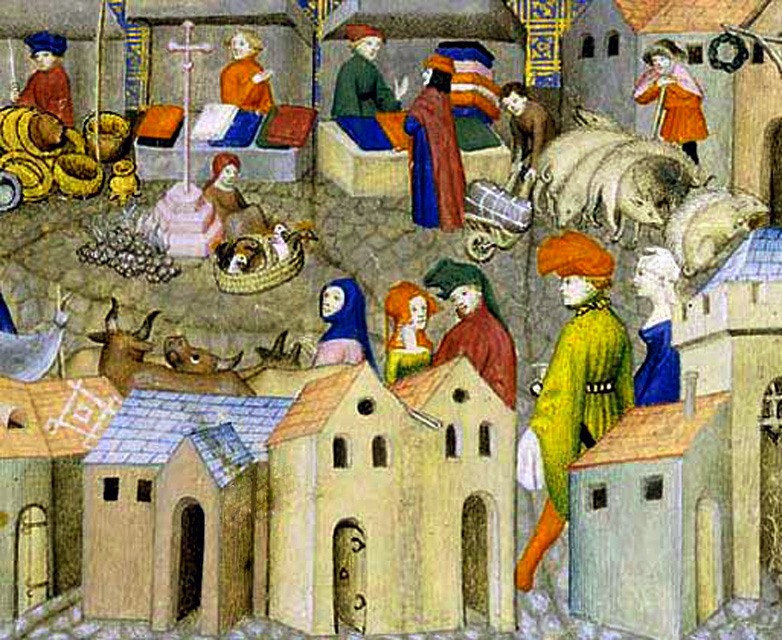
Târg

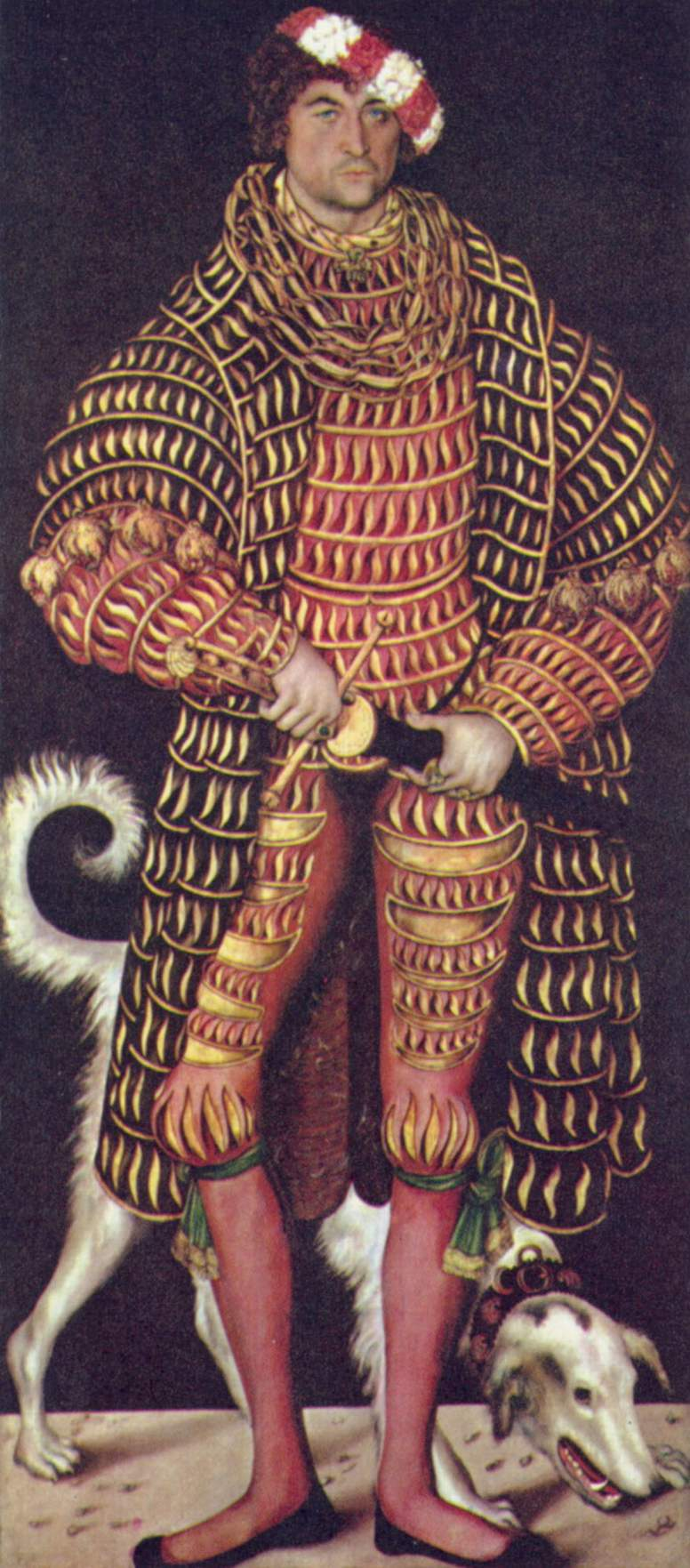
Lucas Cranach cel Bătrân 042

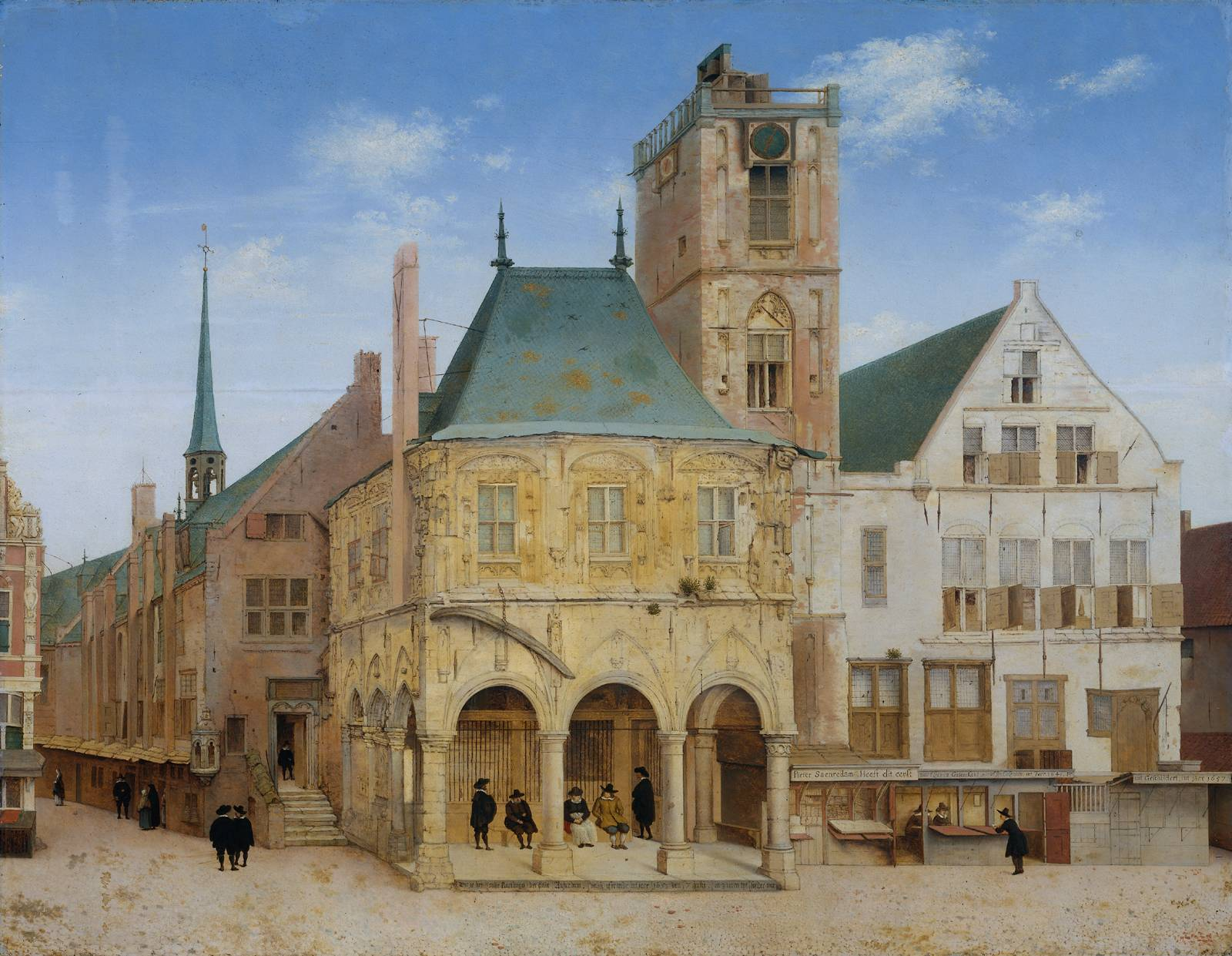
Saenredam - Het oude stadhuis te Amsterdam

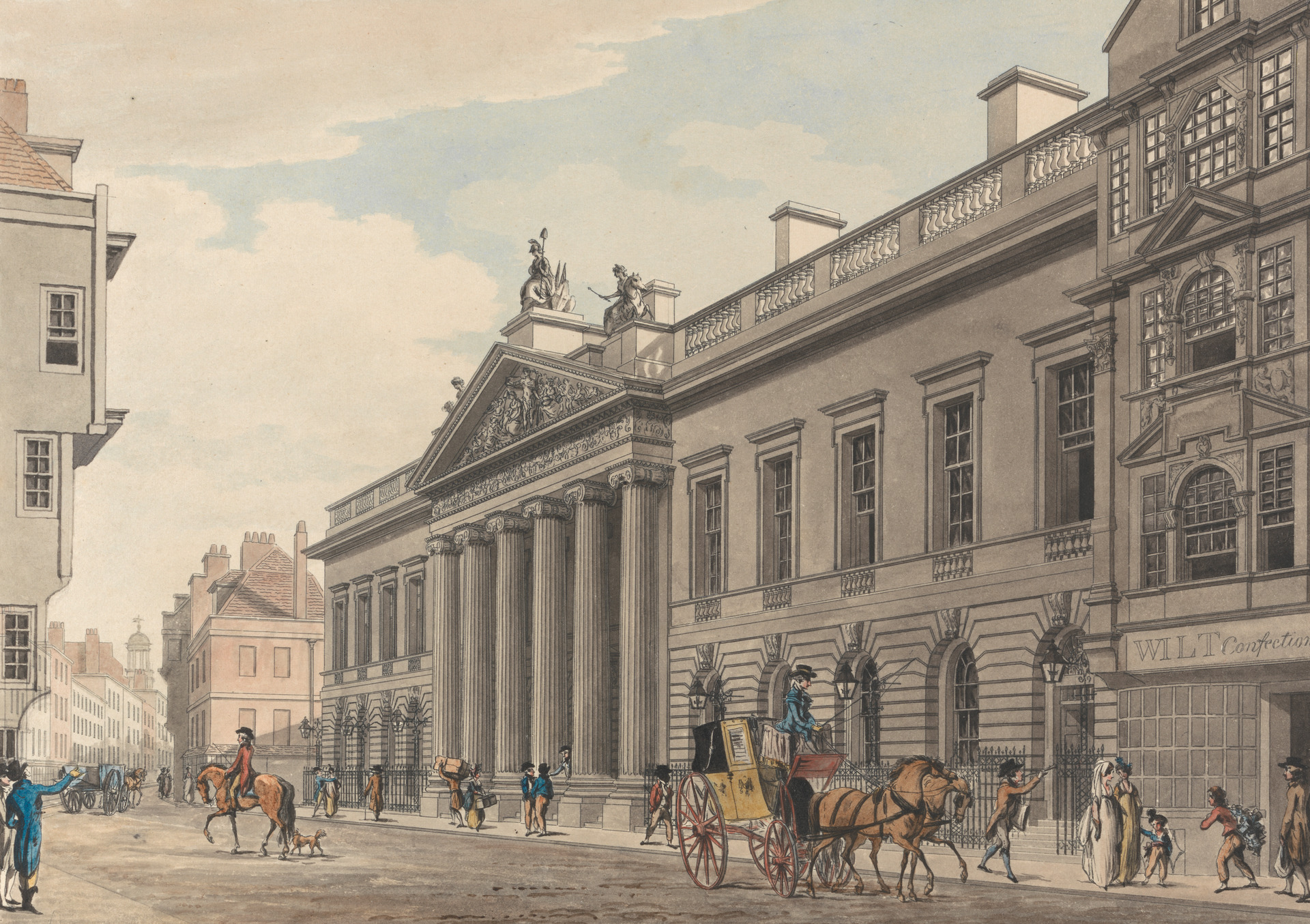
East India House by Thomas Malton the Younger

Comerțul a înflorit la sfârșitul evului mediu. Producătorii și consumatorii întocmeau schimburi directe la târguri săptămânale, sau meșteșugarii își vindeau produsele direct în atelierele ce serveau că prăvălii. Negustorii ambulanți își aduceau și expuneau marfă oriunde. Negustorii sedentari iri realizau afacerile cu ajutorul agenților comerciali, asociaților minori ori partenerilor de afaceri cu care corespondeau, îmbinând activitățile comerciale cu operațiunile monetare și de credit. 
S-au dezvoltat companii familiale cu activități diversificate în Florența și Genova, precum și în Germania. S-au impus comaniile privilegiate înființate pe baza unor carte de privilegii acordate de puterea politică. Membrilor companiei li se garanta monopolul comercial cu o anumită țară, în schimbul plății unor anumite sume de bani. Companiile asigurau membrilor facilități colective, intretitand consuli și depozite în care făceau comerț, stabileau reguli generale și taxe pentru activitățile membrilor, fiecare membru fiind liber în cadrul acestor reguli să-și conducă afacerile după cum dorea. Cele mai cunoscute companii privilegiate erau cele engleze, precum Compania negustorilor temerari, Compania Moscovei și Compania Levantului. 
Companiile anonime pe acțiuni erau alcătuite pentrru permiterea concentrării unor capitaluri considerabile, necesare operațiunilor comerciale de anvergură. Participarea și acțiunile negustorilor erau administrate în comun de către un consiliu administrativ, ales și responsabil în față acționarilor. Cele mai cunoscute companii de acțiuni a fost Compania Unită a Indiilor Orientale, fondată la Amsterdam în 1602, și Compania Indiilor Orientale din Anglia. Erau specializate în comerțul maritim la distanță și își asumau funcții administrative și militare în colonii. Instituțiile bancare s-au organizat sub formă unor companii de acțiuni, una dintre acestea fiind Banca de Schimb din Amsterdam, fondată în 1609. 
Regatele nu erau spații economice unitare și coerente, asta pentru că vămile se situau și în interiorul acestora. Comerțul local se lega dintre un centru urban și satele din jur. Erau organizate târguri săptămânale, iar țăranii parcurgeau drumul dus-întors intr-o singură zi pentru a încheia tranzacțiile la timp. 
Comerțul la mare distanță era chiar și intercontinental, fiind transportate mărfuri de lux, cu valoare mare la un volum mic, precum mirodeniile, metalele prețioase, mătasea, blănurile, armele. Comerțul la distanță medie era regional sau inter-regional, fiind desfășurat cu produse de larg consum, vitale, voluminoase, greu de transportat, precum cerealele, sarea, vinul, animalele, postavurile, pânzeturile, lâna. A fost creată bursă, o instituție unde agenții economici efectuau tranzacții pe baza eșantioanelor sau standardelor unanim acceptate ale diferitelor mărfuri, pentru o mai bună funcționare a comerțului de produse pentru larg-consum. 
La Anvers, în 1460, a apărut prima bursă, ce afișa zilnic cursurile pentru diversele mărfuri. Au fost înființate la Amsterdam în 1530, și la Londra în 1568. 
Erau practicate mijloace de platǎ, utilizate încă din Evul mediu, precum trocul, moneda (în societățile dezvoltate erau utilizate monedele metalice din aur, argint sau metale simple pentru tranzacțiile minore de pe piețele locale) sau credit-vânzarea de mărfuri cu plata întârziată, transferurile financiare cu ajutorul scrisorilor de schimb (cambii) ce erau valorificate prin adonsare de către alte persoane decât beneficiarii inițiali. De asemenea, statele nu mai aveau datorii doar pe termen scurt, ci și pe termen lung, că orașele-state italiene. 

### Declinul relațiilor feudale și al organizării corporative
Proprietatea funciară feudală și relațiile feufale din economia agrară și-au accentuat procesul de destrămare. În orașe, că urmare a depășirii însemnătății economice a micii producții meșteșugărești și a schimbului local și regional de către marea producție manufactiera și de către comerțul la distanță lungă, a avut loc o treptată slăbire a organizării meșteșugurilor sub formă corporativasi a comerțului pe baza asociațiilor de tip medieval (ghilde, hanse), ceea ce a contribuit la înlăturarea treptată a piedicilor care stăteau în față industriei și a comerțului organizat pe baza capitalistă. Totodată, pentru a ocoli reglementările corporative urbane, antreprenorii capitaliști își stabileau întreprinderile fie în orașele în care aceste reglementări erau mai puțin riguroase, fie în sate, unde ele erau inexistente. 
Forță de muncă 
Pentru formarea relațiilor capitaliste era necesară existența a numeroși oameni liberi din punct de vedere juridic, dar lipsiți de mijloace de producție sau de subzistență și de aceea nevoiți să-și vândă antreprenorilor capitaliști forță lor de muncă și să devină lucrători salariați permanenți. Procesul formării lor s-a realizat în Europa apuseană între sec. XVI-XVII, îndeosebi prin stratificarea și sărăcirea țărănimii sau prin deposedarea ei de loturile de pământ deținute și prin ruinarea unor meșteșuguri breslași din orașe. În Anglia intensificarea împrejmuirilor și comasărilor a generat o masă de țărani lipsiți de mijloace de producție și de subzistență. 
Destrămarea structurilor și a organizării tradiționale a proprietății funciare feudale și a structurilor sociale rurale a creat nu numai o depopulare rurală, ci și o forță de muncă disponibilă pentru activitatea industrială, realizându-se un transfer de mâna de lucru din agricultură spre industrie. O parte din forță de mucna disponibilă, care în condițiile unei societăți preindustriale nu putea fi încă integral absorbită în activitatea industrială, a rămas fără lucru, fiind silită să cutreiere țară în căutare de locuri de muncă. Lipsiți de mijloace de producție și de subzistență, acești șomeri ai epocii preindustriale, considerați săraci, cerșetori sau vagabonzi au constituit în Anglia obiectul unor prevederi dure ale Legii săracilor. Ele stabileau pentru cei fără lucru obligația de a se angaja în activitățile agricole sau industriale, asigurând forță de muncă necesară fermelor și manufacturilor capitaliste și prevedeau pedepse grele pentru cei care nu se încadrau acestor dispoziții. Deoarece mâna de lucru din orașele mari era supusă unor reglementări corporative restrictive și era mai scumpă, iar cea din orașele mici sau din sate nu era supusă unor atari reglementări și era mai ieftină, numeroase manufacturi au fost înființate în orașele mici și la sate.

### Acumularea de capital
Pentru formarea relațiilor capitaliste era de asemenea nevoie de acumularea în mâinile unui grup social restrâns a unor mari avuții bănești, necesare procurării mijloacelor de producție și angajării lucrătorilor. În sec. XVI-XVII, progresul tehnic, dezvoltarea producției, lărgirea pieței interne și externe, intensificarea circulației bănești, declinul relațiilor feudale și al organizării corporative, formarea unei numeroase forțe de muncă lipsită de mijloace de producție și de subzistenta au creat condiții necesare pentru acumularea crescândă a capitalului comercial și cămătăresc și pentru transformarea lui în capital industrial. Totodată, că urmare a afluxului de metale prețioase americane în Spania și a redistribuirii lor în celelalte țări ale Europei apusene, Occidentul a profitat de o importantă sursă de acumulare. Ei i s-au adăugat marile beneficii ale comerțului colonial. Imensele avuții existente sau rezultate din afluxul metalelor prețioase și din beneficiile comerțului maritim și colonial au fost în mare parte investite în mine, manufacturi, comerț, bănci, ferme organizate pe baza capitalistă, contribuind astfel la dezvoltarea relațiilor capitaliste în Europa apuseană. 

### Economia agrară
Formarea relațiilor capitaliste în agricultură în secolele XVI și XVII au avut loc în condițiile progresului tehnic din economia agrară, ale creșterii producției și intensificării circulației produselor agricole precum și ale crizei și destrămării structurilor sociale feudale. 
Deși mineritul, meșteșugurile și manufacturile, comerțul, operațiile bănești, navigația s-au extins, economia agrară și populația rurală ocupau încă ponderea cea mai mare în economia și societatea țărilor din Europa apuseană în sec. XVI-XVII. Pe ansamblul țărilor din Europa apuseană populația rurală reprezenta 65% și 90% din populație, ajungând la circa jumătate numai în Provinciile Unite. 
Pentru a face față cererii sporite de produse ale economiei agrare, creșterea producției a fost realizată, în condițiile fondului agricol limitat, mai ales prin ameliorări funciare, progres tehnic, modificări în raportul dintre suprafețele cultivate și pășuni, îmbunătățire a sistemului asolamentelor, restructurare și reorganizare a fondului agricol. Formarea relațiilor capitaliste în agricultură a fost precedată de criză și declinul vechii societăți, adică de slăbirea proprietății funciare feudale și de destrămarea structurilor sociale feudale, care constituiau formă de proprietate și relațiile sociale dominante în economia agrară. 
Slăbirea și destrămarea lor nu au dus însă la proprietatea funciară burgheză și al relați de producție capitaliste în economia agrară, ci numai le-au pregătit formarea. Formarea proprietății funciare burgheze și a relațiilor capitaliste în agricultură a avut loc în condițiile în care domeniile sau terenurile aflate în proprietate sau arendate, degrevate de obligațiile decurgând din dreptul feudal și stăpânite sau deținute de categorii sociale felurite, mai ales în nobilime mică, orășenime, burghezie, țărănime înstărită, interesate în exploatarea acestora în vederea obținerii unei producții destinată pieței, au început să fie lucrate pe scară largă de lucrători agricoli salariați. 
În funcție de evoluția acestui proces, geneza relațiilor capitaliste în agricultură a avut loc timpuriu și intens în Anglia, Provinciile Unite, și ulterior în ritm lent, în Franța, Italia, Germania, Peninsula Iberică. Deși relațiile capitaliste s-au extins, relațiile feudale s-au menținut încă dominante în economia agrară. 
În Anglia, proprietatea funciară și structura socială au trecut prin profunde transformări, care au făcut că declinul feudalismului și formarea capitalismului în agricultură să între în această epoca într-o faza decisivă. Declinul economic și politic al vechii nobilimi, ascensiunea unor categorii sociale angrenate tot mai intent în producția pentru piață, degrevarea treptată a proprietății funciare feudale de obligațiile decurgând, pe de o parte, din relațiile vasalice, pe de altă parte din raporturile stabilite de legiuirile cutumiare feudale între stăpânii de domenii și țăranii dependenți, secularizările și vânzările de bunuri ecleziastice că urmare a Reformei, au creat condițiile prielnice accelerării transferurilor de proprietăți funciare. 
" Negustorii din Londra nu se mulțumesc să-și folosească bogăția pe care le-o aduce îndeletnicirea lor pentru a se bucură de viață și de a ajută pe alții, ci își strămută bogăția la țară, cumpărându-și ferme de la gentelmeni onorabili, de la țăranii cinstiți și de la sărmanii lucrători ai pământului. " 
(Thomas Lever) 
Secularizarea unor întinse proprietăți ecleziastice în timpul reformei engleze și mai ales marele jaf al bunurilor mănăstirești din anii 1536-1539 au fus la un imens transfer de pământuri din stăpânirea bisericii sub stăpânirea laică, îndeosebi a Coroanei. Regalitatea, în necontenită lipsa de bani, le-a vândut însă treptat. Ele au intrat prin vânzare directă sau prin vânzări succesive, îndeosebi în stăpânirea celor care dispuneau de bani. Transferurile atestau că proprietățile funciare își schimbau frecvent proprietății, ele având loc de la vechea nobilime de naștere și de la cler spre cei care dispuneau de bani-gentry, orasanime, burghezie, țărănime înstărită, ceea ce a accelerat întregul proces de expansiune a metodelor capitaliste de acțiune.În lumea rurală engleză din sec. XVI-XVII, gentry constituia categoria socială care, prin dinamismul ei economic și prin mobilitatea ei socială, reprezenta factorul hotărâtor în procesul de formare a relațiilor capitaliste în agricultură. 
Unii yeomen mai înstăriți, favorizați de creșterea prețurilor produselor agricole, cumpărau sau luau în arendă pământ mai mult, pe care îl lucrau cu lucrători agricoli salariați, transformându-se astfel în mici fermieri capitaliști. Dintre yeomen-îi înstăriți unii pătrundeau în rândurile păturii sociale gentry, devenind nobili mărunți de țară. Eliberarea din șerbie, încheiată în Anglia până în secolul XVI, dezlegând pe proprietarii funciari feudali de obligația de a asigura țăranilor de pe domeniile lor pământ de cultivat și acces la folosirea pășunii și pădurii, le-a dat posibilitatea legală de a-i consideră drept deținători de pământ pe baza de contract, la expirarea căruia puteau fi menținuți sau izgoniți, în funcție de interesele proprietarilor. 
Pentru a-și spori veniturile, proprietarii funciari au trecut în sec. XVI-XVII pe scară tot mai largă la restructurarea și reorganizarea proprietăților. Se realizau prin împrejmuire și comasare, efectuate de regulă, împreună, urmărindu-se crearea unor condiții favorabile pentru cultivarea cerealelor și creșterea animalelor, mai ales oi, cu randament sporit și pentru înlocuirea formelor de deținere a pământului de către țăranii dependenți pe baza legiurilor cutumiare feudale prin arendă pe baza de contract. 
Împrejmuirea constă în procesul complex de deposedare a țăranilor de pe domeniu de loturile lor și de uzurparea a terenurilor aflate în folosință lor comună pe baza vechiului sistem agrar al câmpurilor deschise și al drepturilor obsesti, de trecere a tuturor acestor bunuri funciare în folosință exclusivă a proprietarului domeniului și de împrejmuire a lor. Împrejmuirea era însoțită de comasarea bunurilor funciare, sub formă de ferme mari sau fonduri agricole exploatate direct de către proprietarul domeniului. Împrejmuirile și comasările prin structurarea și organizarea rațională a proprietăților au creat posibilitatea sporirii productivității, reducerii cheltuielilor de producție și creșterii veniturilor proprietarilor, extinderea arenzii pe termen scurt. Principalele direcții ale evoluției arenzii în sec. XV-XVII au fost creșterea suprafeței de teren a unității arendate prin comasarea loturilor unor gospodării mici și formarea unor ferme arendate cu suprafață mare, scurtarea termenului de arendare, astfel încât cuantumul arenzii să poată fi modificat în funcție de revoluția prețurilor și ami ales de creșterea prețurilor produselor agricole. Fermele aparțineau marii nobilimi, gentry, yeomanry, orășenime bogată sau burghezie, care le exploatau direct sau le arendau, prin intermediul mucnii lucrătorilor agricoli salariați, în vederea obținerii unor priduse agricole și animaliere destinate pieței.În provinciile nordice ale Țărilor de Jos, victoria revoluției și triumful reformei la sfârșitul sec. XVI au generat un imens transfer de proprietăți funciare. Domeniile coroanei spaniole și dimeniile secularizate ale bisericii catolice au trecut în stăpânirea Statelor Provinciale și ale altor instituții sau au fost vândute posesorilor de bani din rândurile nobilimii, orasenilro și burgheziei sau țărănimii înstărite. 
S-a desfășurat și un proces de uzurpare a drepturilor comunitare rurale, de deposedare și de izgonire a unor țărani de pe pământurile pe care le dețineau, că și de restructurare și reorganizare a proprietăților funciare mari și mijlocii. În țările în care feudalismul s-a păstrat puternic sau chiar s-a consolidat, că în Italia ,Franța, Germania, relațiile feudale au constituit principala piedică în calea dezvoltării capitaliste. Feudalismul încă a frânat formarea relațiilor capitaliste în agricultură, iar orășenimea și burghezia, care erau insuficient dezvoltate sau în declin și urmăreau să ocupe un loc privilegiat în cadrul societății feudale, au considerat achiziționarea de proprietăți funciare că un mijloc de a-și plasa capitalurile disponibile și de a realiza venituri sigure prin rente seniorale și o cale spre vază socială și innobiliare. În Franța, orășenimea bogată și burghezia și-au intensificat în sec. XVI-XVII cumpărarea de proprietăți funciare, îndeosebi pentru a realiza venituri prin perceperea de censuri seniorale și arenzi pentru a obține titluri nobiliare. Castele, feude și pământuri sub feudale sunt stăpânite de seniori și de scutieri ai căror strămoși vindeau postav în târg  (Champagne, Château-Thierry). 
În Germania, relațiile feudale erau încă puternice, cumpărările de bunuri funciare de către orășenimea bogată și burghezie nu au contribuit la transformarea structurilor sociale rurale. Iacob Fugger a cumpărat în 1507 domenii și castele în împrejmuirile orașului Augsburg, care au adus înnobilarea familiei în 1511, cumpărări pe care urmașii le-au continuat și amplificat. 
Pescuitul, mai ales al heringilor, în Marea Nordului și în Oceanul Atlantic și vânatul balenelor în Oceanul Înghețat de Nord reprezentau o activitate de mari proporții pentru Provinciile Unite. Deoarece construirea și utilarea vaselor, hrană și plata echipajelor ca și prelucrarea peștelui și uleiului de balenă și comercializarea lor cereau investiții mari, între sec. XVI-XVII relațiile capitaliste au găsit condiții favorabile de pătrundere în pescuit. Din sec. XVII vasele aparțineau tot mai mult unor proprietari individuali, negustori din orașe portuare și din Amsterdam. Ei angajau căpitanul și membrii echipajului, care erau salariații proprietarului navei, astfel încât pescuitul a luat o dezvoltare capitalistă.

### Structuri sociale
În Provinciile Unite, existența unei numeroase populații lipsite de mijloace de muncă sau de subzistență a creat condiții prielnice pentru recrutarea forței de muncă salariate necesare îndeosebi industriei textile, șantierelor navale sau flotei. 
"Țară noastră este plină de populație și locuitorii aleargă pretutindeni căutând de lucru, oriunde poate fi câștigat un bănuț, zece mâini se întind de îndată pentru a-l apuca " 
(Pamflet din 1623) 
Ziua de lucru în manufacturile de postav olandeze era îndelungată , un regulament din 1646 stabilind numărul maxim al orelor de muncă la 14 ore. 
În Anglia, formarea lucrătorilor salariați permanenți a avut loc pe o cale clasică. Creșterea populației, stratificarea țărănimii și formarea unei paturi de țărani cu pământ foarte puțin sau lipsiți cu totul de pământ, procesul de împrejmuire și de comasare a numeroase proprietăți funciare sau de ruinare a unor meșteșugari au creat forță de muncă disponibilă necesară mineritului, industriei și agriculturii organizate pe baza capitalistă. Într-un raport din 1615 referitor la organizarea postavaritului se menționează că unii postăvari ajung lucrători la postăvarul bogat pentru un salariu de 4-6 pence pe zi, care este un mijloc de trăi sărăcăcios. Reflectând numărul mare de lucrători folosiți la prepararea alaunului și condiția lor socială, o relatare din 1619 subliniază că prelucrarea alaunului...nu poate fi făcută de un om și nici de puțini, ci de o mulțime de condiție joasă. În sec. XVI, lucrătorii agricoli care munceau pedomenii sau în ferme organizate pe baza capitalistă alcătuiau între un sfert și o treime din populația rurală engleză.În Germania, Cehia și Slovaci în sec. XV, formarea relațiilor capitaliste în minerit, în industria metalurgică, a tiparului, a fost însoțită de creșterea masivă a numărului lucrătorilor salariați permanenți. Referindu-se la relațiile dintre bancheri și negustori care făceau investițiile și controlau exploatările miniere, pe de o parte, și minerii salariați, pe de altă parte, consiliul municipal din cnetrul minier Jachymov din Cehia sintetiza astfel în 1549 raportul dintre capital și muncă: Unul da banii, altul face muncă. În Franța, lucrătorii salariați permanenți reprezentau un contingent mai numeros îndeosebi în orașele în care reglementările corporative erau în declin sau mai slabe, iar libertatea de organizare a procesului de producție și de angajare a forței de muncă mai mare, că la Lyon în sec . XVI. La Lyon, relațiile capitaliste în imprimerie erau bine dezvoltate în sec. XVI, finanțarea și controlul tipăririi și al vânzării cărților fiind realizate de către negustori-librari bogați, iar munca era efectuată de către meșterii și lucrătorii tipografi.
În memoriul adresat regelui de către tipografii greviști din Lyon în 1571, se insistă că meșterii și lucrătorii sunt adevărați tipografi, făcând cea mai grea și cea mai mare parte a muncii în tipografie, în timp ce majoritatea librarilor și a pretinșilor meșteri sunt mai curând negustori, care procura materialele, utilajele și uneltele. Ziua de muncă a lucrătorilor tipografi era îndelungată. În 1571 lucrătorii tipografi greviști din Lyon reclamau că activitatea, atât vara cât și iarnă, începea de la 2 dimineață și se sfârșea la 8-9 seară. 
O altă ramură dezvoltată a fost industria mătăsii în care existau numeroși lucrători salariați. În scabinatul din Tours,lucrau peste 800 de meșteri mătăsari și peste 6000 de lucrători și că de cutate din sus-zișii meșteri depindeau peste 40 de meșteșugari, prin activitatea căruia își câștigau existența cu depănatul și pregătitul mătăsii peste 300 de persoane. 
În Spania, numărul lucrătorilor salariați era mai mare în domeniul postavăritului, la Segovia în 1570 fiind menționați fabricanții de postavuri, care întrețineau în casele lor sau în afară acestora 200-300 de persoane, fabricând cu ajutorul mâinii de lucru străine, o mare diversitate de postavuri fine. 
Dezvoltarea capitalismului și exploatarea lucrătorilor salariați permanenți de către burghezie au generat mișcări social-politice ale lucrătorilor, că grevele și miscariel lucrătorilor tipografi din Lyon și Paris între 1539-1540, 1571-1572. 
Alături de orășenimea medievală, legată de organizarea de tip corporativ, în procesul genezei relațiilor capitaliste, burghezia s-a format din mari negustori, bancheri, antreprenori în minerit și industrie, armatori, meșteșugari-patroni, imogatiti, proprietari de ferme organizate pe baza capitalistă, deținători de slujbe oficii publice, arendași ai veniturilor statului-impozite, taxe. 
Burghezia din sec. XVI-XVII investea capitaluri și își desfășura activitatea frecvent și concomitent în mai multe sectoare economice-minerit, industrie manufacturieră, comerț, operații bancare, navigație, economi agrară), precum și în deținerea unei slujbe de stat. Și chiar dacă ponderea acestor investiții și activități se schimbau, se deplasau sau se completau, ele se condiționau și contribuiau la sporirea profiturilor posesorilor de capital. 
În Italia sec. XVI, în conditile declinului economic și procesului de slăbire a capitalismului și de refeudalizare, deplasarea capitalurilor burgheziei toscane și mai ales florentine din activitatea minieră, industrială, comercială și bancară spre cumpărarea de proprietăți rurale, bazate pe păstrarea vechilor relații agrare feudale, s-a accentuat, ducând la accelerarea aristocratizării sale și a involuției sale sociale. 
În Provinciile nordice ale Tăriilor de Jos, victoria revoluției și constituirea republicii Provinciilor Unite la sfârșitul sec. XVI au creat condiții favorabile pentru dezvoltarea burgheziei olandeze care deținea principalele pârghii ale vieții economice și politice în noul stat. În rândurile lor intrau antreprenorii industriali, armatori, negustori, deținători de acțiuni în companiile comerciale, proprietari și arendași de ferme organizate pe baza capitalistă.Deși burghezia din Provinciile Unite era angrenată în principalele ramuri ale economiei, cele care aveau o pondere mai amre în activitatea să erau comerțul de parcurs lung, navigația și operațiile bănești, în care principalul rol era deținut de burghezia din Amsterdam. Din rândurile marii burghezii erau recrutați regenți, care alegeau pe membrii consiliilor munincipale și pe deputații adunărilor reprezentative ale stărilor sociale din provincii-statele provinciale și ai Statelor Generale, sistem care asigura burgheziei dominația politică în republica. 
În Anglia, formarea burgheziei s-a intensificat din sec. XVI. Deși burghezia engleză era angrenată în principalele ramuri de activitate să erau postavaritul, comerțul de parcurs lung și navigația. Elementul dominant în rândurile burgheziei engleze între sec. XVI-XVII îl constituiau postăvării, postăvării bogați, postăvării bogați și avuți, care au ajuns bogat prin muncă oamenilor sărmani, care lucrau în manufacturile lor de postav. 
Trăsătură principala a desfășurării producției și schimbului în Anglia în sec. XVI-XVII o constituie participarea intensă a elementelor din nobilime și mai ales din gentry, dintre care unele și-au adus contribuția la formarea burgheziei. Astfel, proprietari funciari din nobilime și din gentry, pe ale căror domenii se regăseau zăcăminte minerale și păduri, în care se puteau face cărbuni de lemn, au investit sume importante pentru punerea în exploatare a unor mîner și a unor întreprinderi metalugrice și de sticlărie. Unii nobili mărunți de țară participau la prepararea produselor de consum, că sapanul, că acei gentlemani săpunari grupați într-o asociație în 1631. Participarea directă la activitatea comercială era frecvența pentru nobilime și pentru gentry, fără a afecta statutul nobiliar. În 1601, în Compania negustorilor temerari intrau pentru a deprinde practica comerțului, în cea mai mare parte fii de gentlemeni sau copii ai unor oameni cu stare și de vază. 
La rândul lor, fermierii capitaliști s-au format dintre orășenii și burghezii care au cumpărat sau arendat pământ, dintre nobilii de țară, mai ales dintre gentry sau țăranii înstăriți, care își exploatau proprietățile rurale sau pământurile luate în arendă cu munca lucrătorilor agricoli salariați, în vederea vinderii produselor de piață. 
În Germania, burghezia s-a format din a două jumătate a sec. XVI, din mari negustori și din bancheri care au investit capitaluri comerciale și cămătărești în exploatări miniere și în întreprinderi industriale de mari proporții, cum au procedat bancherii din familia Fugger din Augsburg. 
Dar forța feudalismului și persistența sa au frânat dezvoltarea de ansmablu a relațiilor capitaliste și pătrunderea lor în agricultură, chiar atunci când orășenimea bogată și burghezia în formare au cumpărat domenii nobiliare și alte proprietăți funciare rurale.Burghezia în Franța, în afară participării la viață economică, a fost angrenată în cumpărarea de domenii nobiliare și de alte proprietăți funciare rurale, iar în condițiile existenței unui amplu aparat birocratic al monarhiei absolute și în obținerea de funcții în stat sau în alte activități în slujba statului.În sec. XVI-XVII, lărgirea necontenită a aparatului birocratic al statului absolutist și creșterea nevoii de bani a monarhiei au constituit pentru orășenimea bogată și burghezie bazele unei ample colaborări cu regalitatea, manifestată prin cumpărarea de funcții și acordarea de împrumuturi. Ruinarea nobilimii și sărăcirea țărănimii au dat posibilitatea orășenimii bogate și burgheziei să cumpere domenii nobiliare și pământuri țărănești. Cumpărarea de funcții și de proprietăți funciare rurale constituia pentru orășenimea bogată și burghezie mijloace de învestire a capitalurilor disponibile, surse de venituri și căi de sporire a prestigiului social și de obținerea titlurilor nobiliare și s-a format o nouă nobilime-nobilimea de robă, gentilomii de pană și călimară. În sec XVI-XVII, orășenimea bogată și burghezia din Franța nu au urmărit să transforme societatea tradițională a stărilor sociale, ci numai să obțină și să consolideze ereditatea funcțiilor și să-și ușureze ascensiunea în rândurile nobilimii. Aceste obiective și mentalități ale orășenimii bogate și burgheziei franceze au avut ca urmare atenuarea preocupărilor lor pentru activitățile productive și a dinamismului lor economic, ceea ce a frânat procesul formării și dezvoltării relațiilor capitaliste și a burgheziei și au dus la o împletire a intereselor orășenimii bogate și ale burgheziei cu cele ale nobilimii și ale statului absolutist.În Spania, stadiul încă înapoiat al activității miniere, industriale, comerciale și bancare, insuficientă capitalurilor autohtone, pătrunderea masivă a unor capitaluri străine și activitatea imensă a unor oameni de afaceri de peste hotare, mai ales italieni, ca și politică economică a monarhiei spaniole, care a favorizat interesele marilor proprietari funciari laici și ecleziastici în dauna intereselor orășenimii și ale burgheziei, nu au dat posibilitate orășenimii și burgheziei să profite de formarea economiei atlantice și le-au frânat ascensiunea. 

### Trăsături specifice ale evoluției relațiilor capitaliste
Între sec. XV-XVI, a avut loc o deplasare a centrelor de greutate ale relațiilor capitaliste de la sud spre nord-vest, din zonele cu dezvoltare economică, ca Toscana și Flandra, spre Provinciile Unite și Anglia cu o dezvoltare economică puternică și diversificată și cu o structura socială mai dinamică.Ca urmare a sporirii importanței Oceanului Atlantic, au fost favorizate țările situate pe țărmuri. Poziția lor geografică nu a fost însă suficientă pentru a genera dezvoltarea relațiilor capitaliste. În Franța sau în Spania, deși erau situate pe țărmuri atlantice, relațiile capitaliste nu au luat o dezvoltare similară cu cea din Anglia sau Provinciile Unite. Au intervenit alți factori economici, sociali, politici și mentali care au deținut o anumită pondere în stimularea sau frânarea dezvoltării economice și sociale și a relațiilor capitaliste, creându-se premisele unor trăsături specifice ale evoluției socio-economice a fiecărei țări sau grupuri de țări, astfel încât n-a existat un capitalism, ci mai multe capitalisme europene, fiecare în zona și cu circuitele sale.